# The Walt Disney Company
The Walt Disney Company (abreviado TWDC; a efectos legales Disney Enterprises, Inc.), también llamado simplemente Disney, es el conglomerado de medios de comunicación y entretenimiento estadounidense más grande del mundo. Su actual sede se halla en Burbank, California.

## Trayectoria
Fundada por Walt Disney y Roy O. Disney el 16 de octubre de 1923, el estudio empezaría a competir en 1928 contra Fleischer Studios con los cortometrajes de Mickey Mouse y Silly Symphonies; y en 1930 empezaría la producción de Snow White and the Seven Dwarfs (Blanca Nieves y los siete enanos / Blancanieves y los siete enanitos), que sería estrenada en 1937, la cual tuvo éxito al poco tiempo de fundarse la compañía, con un valor de producción de 1 250 000 dólares. Este largometraje haría que la compañía empezara a tener reconocimiento, hasta el día de hoy.
Es operadora y licenciataria de parques temáticos y diversos canales de televisión abierta y de pago, como American Broadcasting Company, ESPN y los variados canales de Disney Branded Television. Las oficinas corporativas se encuentran concentradas principalmente en The Walt Disney Studios en Burbank, California. La compañía cotiza en la Bolsa de Valores de Nueva York desde el 6 de mayo de 1991. Disney en la actualidad es el conglomerado mediático más grande del mundo seguido de Comcast, Warner Bros. Discovery y Paramount Global.
El valor total de sus acciones, según Forbes, hasta mayo de 2015 era de 500 000 millones de dólares.
El 14 de diciembre de 2017, la compañía anunció planes para la fusión con la multinacional 21st Century Fox por US$52 400 millones de dólares. El 19 de marzo de 2019 fue confirmada esta fusión por Disney en sus redes sociales y en su página web, diciendo que en realidad la compra de la mayor parte de los activos de 21st Century Fox fue de US$71 300 millones y que entró en vigencia el 20 de marzo de 2019.
El 8 de noviembre de 2018, la compañía anunció el nombre oficial de su plataforma de contenidos de streaming llamada Disney+, la cual fue lanzada en noviembre de 2019.
El 14 de mayo de 2019 se confirmó que la empresa tomará el control total de la plataforma estadounidense de streaming Hulu, debido a que se llegó a un acuerdo donde Comcast le permitió que compre su participación del 33% de la compañía hasta 2024, compañía que poseía junto con AT&T (posteriormente vendió su porcentaje del 10% a Disney), 21st Century Fox (posteriormente adquirida por Disney obteniendo un 60% de Hulu) y con Comcast como accionista silencioso.

## Historia

### 1923–1967: Liderazgo de Walt Disney

#### 1923–1934: Fundación, Mickey Mouse ySilly Symphonies
En Laugh-O-Gram Studio, un estudio de cine en Kansas City fundado por Walt Disney y su amigo y animador Ub Iwerks, Walt hizo un cortometraje titulado Alice's Wonderland, el cual presentaba a la actriz infantil Virginia Davis interactuando con personajes animados. En 1923, poco después de que se hiciera el corto, Laugh-O-Gram Studio quebró, pero el corto se convirtió en un éxito después de que la distribuidora de películas de Nueva York Margaret J. Winkler lo comprara. Walt firmó un contrato para crear seis series de Alice Comedies, con una opción para dos series más de seis episodios cada una. Antes de la firma, Walt decidió mudarse a Hollywood para unirse a su hermano Roy O. Disney porque Roy tenía tuberculosis. Esto les permitió cofundar Disney Brothers Studio el 16 de octubre, el inicio oficial de la compañía, para producir las películas. Más tarde, Walt convenció a Iwerks y a la familia de Davis para que también se mudaran a Hollywood. En enero de 1926, se completó el estudio de Disney en Hyperion Street y el nombre de The Disney Brothers Studio se cambió a Walt Disney Studio. Después de producir varias películas de Alice durante los siguientes cuatro años, Winkler entregó el papel de distribuir películas a su esposo, Charles Mintz. En 1927, Mintz pidió que se hiciera una nueva serie de películas bajo Universal Pictures. En respuesta, Walt creó su primera serie de películas totalmente animadas, con el personaje de Oswald el conejo afortunado. Walt Disney Studio crearía 26 películas con Oswald en ellas.

Uno de los primeros personajes animados de Disney, Oswald el conejo afortunado, del que Disney perdió los derechos a finales de la década de 1920, hasta su readquisición en 2006

En 1928, Walt quería una tarifa mayor por sus películas, pero Mintz quería reducir el precio. Poco después de que Walt descubriera que Universal poseía los derechos de propiedad intelectual de Oswald, Mintz amenazó con producir las películas sin él si no aceptaba las reducciones en el pago. Walt se negó y Mintz contrató a cuatro de los principales animadores de Walt Disney Studio para iniciar su propio estudio; Iwerks sería el único animador destacado que se quedaría en el estudio. Debido a la pérdida de Oswald, Walt e Iwerks lo reemplazaron con un ratón originalmente llamado Mortimer Mouse. El nombre del personaje sería cambiado luego de que la esposa de Walt lo instara a cambiarlo a Mickey Mouse, quien en la actualidad es la mascota de la compañía. En mayo, el estudio realizó dos películas mudas, Plane Crazy y The Gallopin' Gaucho, con el personaje como proyecciones de prueba. Posteriormente, el estudio creó su primera película sonora y el tercer cortometraje de la serie de Mickey Mouse, Steamboat Willie. Se realizó con sonido sincronizado, creando la primera caricatura sonora postproducida. La compañía de distribución de Pat Powers distribuiría la película, y Steamboat Willie se convirtió en un éxito inmediato, abriendo el camino para el dominio de las compañías en la industria de la animación. El sonido fue creado usando el sistema Cinephone de Powers, que utilizó el sistema Phonofilm de Lee de Forest. La compañía relanzó con éxito las dos películas anteriores con sonido sincronizado en 1929.

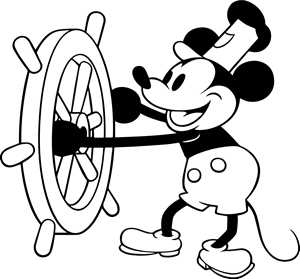
Mickey Mouse con su aspecto en Steamboat Willie (1928). El personaje terminó convirtiéndose en la mascota de la compañía

Después del estreno de Steamboat Willie en el Colony Theatre de Nueva York, Mickey Mouse se convirtió en un personaje inmensamente popular. Disney continuaría haciendo varios dibujos animados con él y otros personajes. En agosto, Disney comenzó la serie Silly Symphony con Columbia Pictures firmando como distribuidora de la serie, porque Walt y Roy sintieron que no obtendrían su parte de las ganancias con Powers. Powers luego firmaría a Iwerks, quien más tarde comenzaría su propio estudio. Se dijo que Carlos Starling jugó un papel fundamental en el inicio de la serie y compuso la música para las películas anteriores de la serie, pero luego dejaría la compañía después de que lo hiciera Iwerks. En septiembre, el director del teatro Harry Woodin solicitó permiso para iniciar un Mickey Mouse Club en su teatro, el Fox Dome, para aumentar la asistencia. Walt estuvo de acuerdo, pero David E. Dow abrió el primer club en el Elsinore Theatre antes de que Woodin pudiera abrir el suyo. Se desconoce por qué Woodin no creó el primero, pero el 21 de diciembre, la primera reunión del club en Elsinore contó con la asistencia de alrededor de 1200 niños. Los Mickey Mouse Clubs terminaron abarcando más de 800 cines en todo el país, con un millón de niños como miembros. El 24 de julio, Joseph Conley, presidente de King Features Syndicate, envió un correo al estudio de Disney pidiéndoles que hicieran una tira cómica de Mickey Mouse. Comenzaron en noviembre y les enviaron muestras de la tira, que fueron aprobadas. El 16 de diciembre, la sociedad de Walt Disney Studios se reorganizó como una corporación con el nombre de Walt Disney Productions, Limited, con una división de comercialización: Walt Disney Enterprises y dos subsidiarias: Disney Film Recording Company, Limited; y Liled Realty and Investment Company, para participaciones inmobiliarias. Walt y su esposa poseían el 60 por ciento (6.000 acciones) de la empresa y Roy poseía el 40 por ciento.
La tira cómica Mickey Mouse debutó el 13 de enero de 1930 en el New York Daily Mirror y en 1931, la tira se publicó en 60 periódicos de los Estados Unidos, así como en periódicos de otros veinte países. Después de enterarse de que presentar productos para los personajes generaría más ingresos para la empresa, Walt conoció a un hombre en un hotel de Nueva York que le pidió la licencia para colocar a Mickey Mouse en unas tablillas de escritura que estaba fabricando por 300 dólares. Walt estuvo de acuerdo y Mickey se convirtió en el primer personaje con licencia de la historia, dando comienzo al merchandising de Disney. En 1933, Walt le preguntó a un hombre que era dueño de una empresa de publicidad de Kansas City llamado Kay Kamen para ejecutar el merchandising de Disney. Estuvo de acuerdo y se consideró que transformaría por completo el merchandising de Disney. En un año, Kamen tenía 40 licencias para Mickey y en dos años se realizaron ventas por valor de 35 millones de dólares. En 1934, Walt afirmó que ganaba más dinero con la comercialización de Mickey que con las películas del personaje. Más tarde, como parte del impulso comercial de Disney, Waterbury Clock Company creó un reloj de Mickey Mouse. Se hizo tan popular que salvó a Waterbury de la bancarrota durante la Gran Depresión. Durante un evento promocional en Macy's, se vendieron 11.000 relojes de Mickey Mouse en un día y en dos años se vendieron 2,5 millones de relojes. A medida que Mickey comenzó a convertirse en un tipo más heroico en lugar de un ratón travieso, Disney necesitaba otro personaje que pudiera producir bromas. Cuando Walt escuchaba la radio, escuchó la voz de Clarence Nash y lo invitó al estudio. Después de volver a escuchar su voz, Walt quiso usarla para un pato parlante llamado Donald, que sería el nuevo personaje cómico del estudio. Donald hizo su primera aparición en 1934 en The Wise Little Hen. Aunque no se hizo popular tan rápido como Mickey, obtuvo su propio papel destacado en Donald y Pluto (1936) y finalmente obtuvo su propia serie de cortometrajes.
Después de una disputa con Colombia Pictures por Silly Symphonies, Walt firmó un contrato de distribución con United Artist de 1932 a 1937 para distribuir la serie. En 1932, Disney firmó un contrato exclusivo con Technicolor hasta finales de 1935 para producir dibujos animados en color, comenzando con Flowers and Trees (1932), que formaba parte de Silly Symphonies. La película fue la primera caricatura a todo color y ganó el Premio de la Academia a la mejor caricatura ese mismo año. En 1933, Los tres cerditos se convirtió en otra de las Silly Symphonies más populares, y también ganó el Premio de la Academia a la mejor caricatura. La canción de la película "¿Quién Teme al Lobo Feroz?", compuesta por Frank Churchill, quien también escribió otras canciones de Silly Symphonies, se hizo popular a lo largo de la década de 1930 y siguió siendo una de las canciones más conocidas de Disney. Las películas de Silly Symphonies continuaron ganando el premio a la Mejor Caricatura de 1931 a 1939, excepto en 1938 cuando otra película de Disney, Ferdinando el Toro, lo ganó.

#### 1934–1949: La edad de oro de la animación, la huelga y la Segunda Guerra Mundial

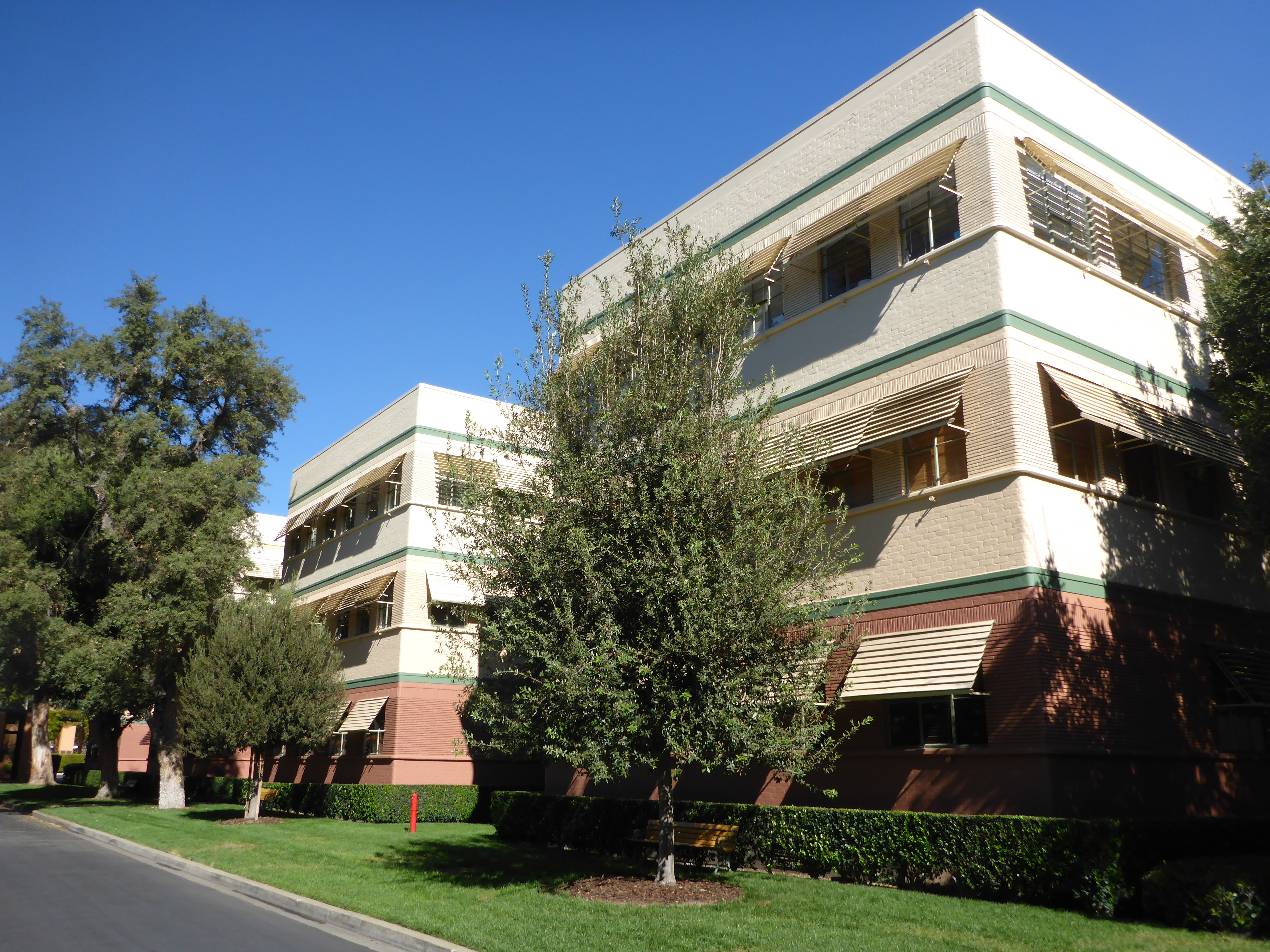
El edificio de animación original de Walt Disney Studios en Burbank, California, al que se trasladaron por completo en 1940

En 1934, Walt decidió hacer el primer largometraje animado del estudio, Snow White and the Seven Dwarfs (Blanca Nieves y los siete enanos / Blancanieves y los siete enanitos), y se lo contó a sus animadores representando la historia. Roy trató de evitar que Walt lo hiciera diciendo que llevaría al estudio a la bancarrota, y Hollywood lo llamó "Disney's Folly" ("La Locura de Disney"), pero Walt continuó con la producción de la película. Walt decidió optar por un enfoque realista de la película y creó escenas de la película como si fuera acción en vivo. Durante el proceso de realización de la película, crearon la cámara multiplano, que consistía en piezas de vidrio con dibujos colocados a diferentes distancias, para crear una ilusión de profundidad en los fondos. Después de que United Artist intentara obtener los derechos televisivos futuros de los cortos de Disney, Walt firmó un contrato de distribución con RKO Radio Pictures el 2 de marzo de 1936. Terminaron excediendo su presupuesto original para Snow White de 150.000 dólares por diez veces la cantidad en 1,5 millones.
Les tomó tres años hacerla, debutando el 12 de diciembre de 1937. Se convirtió en la película más taquillera de todos los tiempos hasta ese momento con 8 millones de dólares equivalentes a 150.796.296 en 2021; después de varios relanzamientos, la película recaudaría un total de 998.440.000 en los Estados Unidos ajustados por inflación. Después de las ganancias de Snow White and the Seven Dwarfs, Disney financió la construcción de un nuevo estudio de 51 acres (20,6 hectáreas) en Burbank, California, al que la empresa se mudó por completo en 1940. El 2 de abril del mismo año, Disney realizó su oferta pública inicial, con las acciones comunes restantes con Walt y su familia. Walt no quería salir a bolsa, pero la empresa necesitaba el dinero. Poco antes del estreno de Snow White and the Seven Dwarfs, comenzó el trabajo en sus próximas películas, Pinocho y Bambi, con Bambi siendo pospuesta. Aunque Pinocho ganaría los Premios de la Academia a la Mejor Canción y Mejor Banda Sonora, además de que se dice que logró logros innovadores en la animación, terminaría teniendo malos resultados en la taquilla durante su estreno el 23 de febrero de 1940, debido a que sus estrenos internacionales se vieron interrumpidos por la Segunda Guerra Mundial.
La siguiente película de Disney, Fantasía, también fue una bomba de taquilla, pero logró grandes logros al crear Fantasound, un sonido envolvente de desarrollo temprano, para producir la banda sonora de las películas, convirtiéndola en la primera película comercial que se muestra en estéreo. En 1941, Disney tendría un gran revés cuando 300 de sus 800 animadores, liderados principalmente por una de las principales animadores de la compañía, Art Babbit, se declararía en huelga durante cinco semanas para la sindicalización, por el monto de pago que algunos de ellos estaban recibiendo. Walt pensó que la gente en huelga era secretamente comunista y terminaría despidiendo a muchos de los animadores de los estudios, incluidos algunos de los mejores. Roy intentaría que los principales distribuidores de la compañía invirtieran en la compañía cinematográfica, tratando de asegurar más fondos de producción para el estudio que ya no podía permitirse compensar los costos de producción con despidos de empleados, pero fue en vano. Durante el estreno de The Reluctant Dragon, la cuarta película de Disney en la que Robert Benchley recorrería el Disney Studio, aparecieron manifestantes de la huelga; la película se quedaría en 100.000 dólares por debajo de su costo de producción.

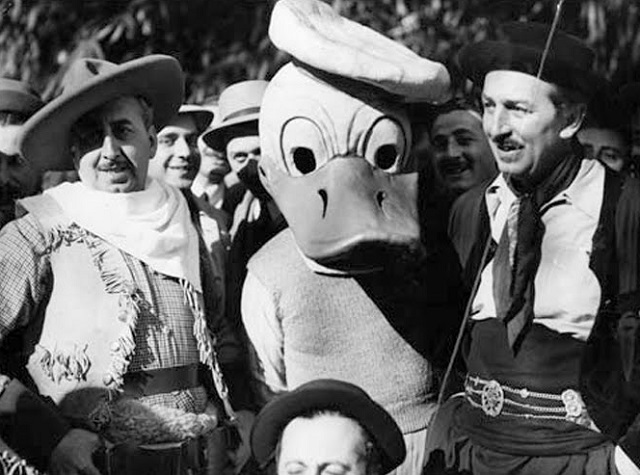
Walt (derecha) vestido de gaucho junto al Pato Donald en Argentina en el viaje de buena voluntad de la empresa a Sudamérica.

Mientras se hacían las negociaciones para la huelga, Walt aceptó una oferta de la Oficina del Coordinador de Asuntos Interamericanos para hacer un viaje de buena voluntad, junto con algunos de sus animadores, a Sudamérica, asegurándose de que Walt no estuviera durante el trato porque sabía que los resultados no estarían a su favor. Durante las doce semanas que estuvieron allí, comenzaron a conspirar para películas y se inspiraron en la música. Como resultado de la huelga, el estudio reconoció al Screen Cartoonist's Guild luego de ser obligado por mediadores federales y la pérdida de varios animadores, dejando a la compañía con solo 694 empleados. Para recuperarse de sus pérdidas financieras, Disney crearía su quinta película, Dumbo, a toda prisa con un presupuesto más bajo. Dumbo se desempeñó con éxito en la taquilla y sería una ganancia financiera muy necesaria para la empresa. Después del bombardeo de Pearl Harbor, muchos de los animadores de las empresas serían reclutados en el ejército. Más tarde, 500 soldados del Ejército de los Estados Unidos comenzaron a ocupar el estudio durante ocho meses para proteger una planta de aviones Lockheed cercana. Mientras estaban allí, arreglaban equipos en grandes escenarios de sonido y convertían los cobertizos de almacenamiento en depósitos de municiones. El 8 de diciembre, la Marina le pidió a Walt que creara películas de propaganda para obtener apoyo para la guerra. Aceptó y firmó un contrato con ellos para crear 20 cortos relacionados con la guerra por 90.000 dólares. La mayoría de los empleados de la compañía se pusieron a trabajar en el proyecto y crearon películas como Victory Through Air Power e incluyeron algunos de los personajes de la compañía en varios cortometrajes.
En agosto de 1942, Bambi finalmente se estrenó como la sexta película animada de Disney y no le fue bien en la taquilla. En 1943, Disney haría Saludos Amigos y Los tres caballeros después de su visita a América del Sur, pero les iría mal en sus lanzamientos. Las dos películas eran "películas-paquete", varios dibujos animados cortos agrupados para hacer un largometraje, de las que Disney continuaría haciendo más, como Make Mine Music (1946), Fun and Fancy Free (1947), Melody Time (1948) y The Adventures of Ichabod and Mr. Toad (1949), para tratar de recuperarse de sus pérdidas financieras. Como menos costoso de hacer, el estudio comenzó la producción de películas de acción real, con una mezcla de animación, comenzando con Song of the South (1946), que más tarde se convertiría en la película más controvertida de Disney. Debido a que a la compañía le faltaba dinero, en 1944 planearon relanzar sus largometrajes, lo que generaría los ingresos que tanto necesitaba. En 1948, Disney comenzó la serie de documentales sobre la naturaleza True-Life Adventures, que duraría hasta 1960 y ganaría ocho Premios de la Academia. En 1949, mientras se producía la película animada La Cenicienta, se fundó Walt Disney Music Company para ayudar con las ganancias de la comercialización, esperando que la música de La Cenicienta fuera un éxito.

#### 1950–1967: Películas de acción real, televisión, Disneyland y la muerte de Walt Disney
En 1950, se estrenó la primera película animada de Disney en ocho años, La Cenicienta, y se consideró un regreso a la forma para Disney. Sería el mejor éxito de taquilla de Disney desde Snow White, con un total de 8 millones de dólares en su primer año en la taquilla y un costo de 2,2 millones. Walt no había estado tan involucrado como lo estuvo con las películas anteriores porque estaba distraído con los trenes e hizo un viaje a Inglaterra para crear la primera película de acción real en su totalidad de la compañía, La isla del tesoro (1950). Debido a que fue un éxito, regresó a Inglaterra para producir Los arqueros del rey (1952). En 1950, la industria de la televisión comenzó a crecer, y Disney entró en ella el día de Navidad cuando NBC transmitió la primera producción televisiva de la compañía, One Hour in Wonderland (Una hora en el país de las maravillas), que era un programa promocional para la próxima película animada de Disney, Alicia en el país de las maravillas, y patrocinado por Coca-Cola. En 1951, durante su viaje a Inglaterra, se estrenó Alicia en el país de las maravillas y fue una decepción para la compañía, ya que no alcanzó el presupuesto de producción por un millón de dólares. A su regreso, Walt comenzó a pensar en un parque de diversiones que quería construir llamado Mickey Mouse Park, un terreno de ocho acres (3,2 hectáreas) cerca del estudio, con atracciones como un paseo en barco de vapor, pero el negocio seguía interfiriendo en el camino y la producción de una tercera película británica, La espada y la rosa (1953), comenzó. Walt solo lo supervisaría, pero sería financiado por una nueva subsidiaria de Disney llamada Walt Disney British Films Limited.

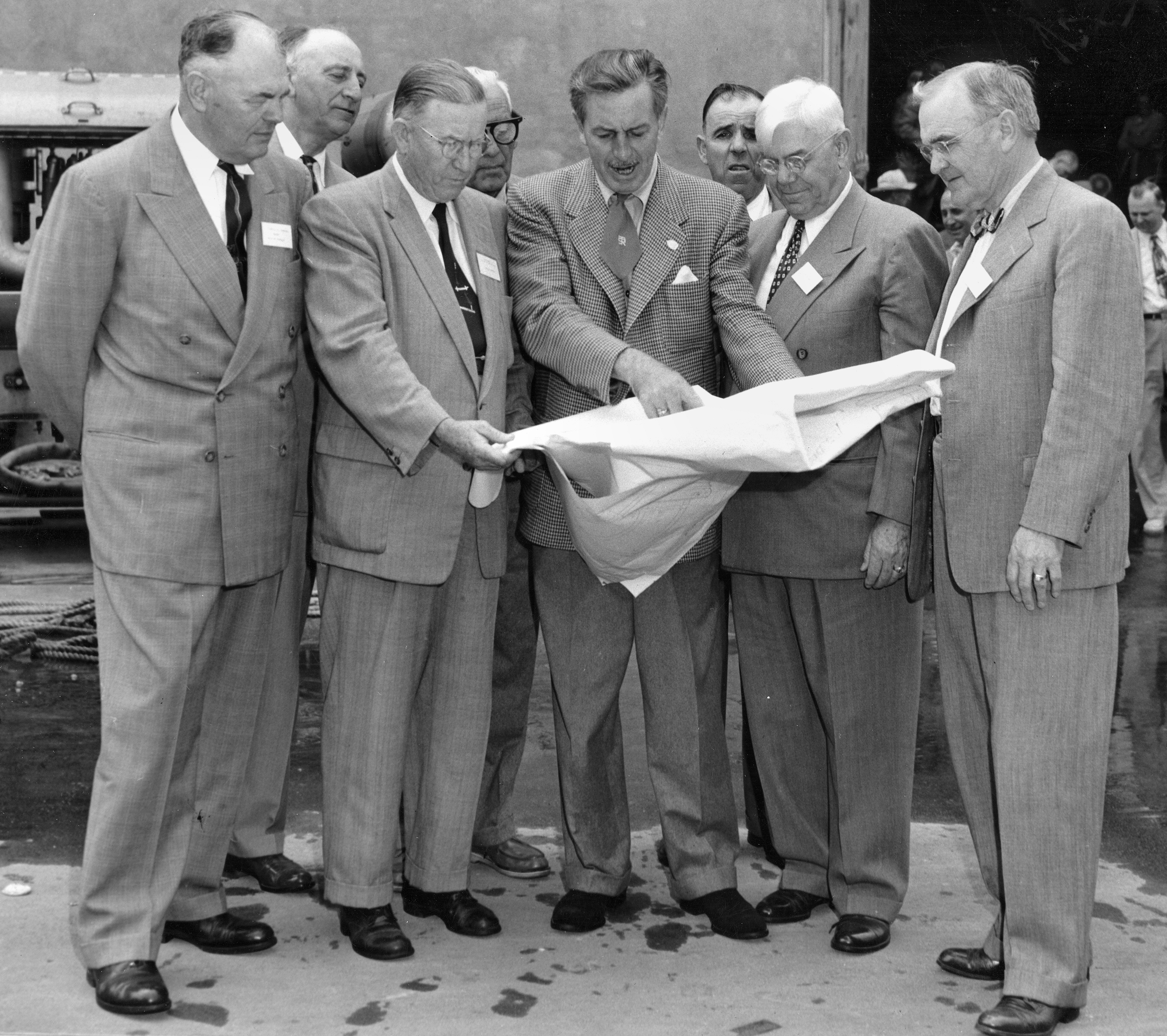
Walt (centro) mostrando los planes de Disneyland a funcionarios del condado de Orange en diciembre de 1954

Walt recordó que se le ocurrió por primera vez la idea de un parque de diversiones durante una de sus visitas al Parque Griffith con sus hijas. Dijo que los vio montar en el carrusel hasta allí y dijo que pensaba que "debería haber... algún tipo de empresa de entretenimiento construida donde los padres y los niños pudieran divertirse juntos". Mientras Walt continuaba pensando en Mickey Mouse Park, cambió el nombre a Disneylandia antes de cambiarlo a su nombre final Disneyland. Debido a que Roy tenía dudas sobre el parque, Walt formaría una nueva empresa privada llamada Walt Disney Enterprise el 16 de diciembre de 1952 para financiar el parque. Poco después, su nombre cambiaría a Walt Disney Incorporated antes de cambiar su nombre a WED Enterprises (WED siendo las iniciales de Walter Elias Disney; posteriormente cambiando a Walt Disney Imagineering) en noviembre de 1953. Contrató a un grupo de diseñadores para trabajar en los planos y a los que trabajaron en ello se les apodaron como "Imagineers". Desde que a Walt se le ocurrió la idea de un parque, él y sus amigos visitaban parques en los Estados Unidos y Europa para obtener ideas sobre cómo construir uno. Su plan de construir el parque en Burbank cerca del estudio cambió rápidamente cuando se dio cuenta de que 8 acres (3,2 hectáreas) no serían suficiente terreno. Adquirió 160 acres (65 hectáreas) de naranjales en Anaheim, al sureste de Los Ángeles en el vecino condado de Orange, a 6.200 dólares por acre para construir el parque. Como la construcción del parque comenzó el 12 de julio de 1954, Walt quería que estuviera terminado para 1955, con atracciones y áreas de narración de cuentos, además de estar limpio y perfecto.
Diseñaron el parque para que los visitantes entraran en Main Street, U.S.A., con un tema que se asemejara a los pequeños pueblos estadounidenses de principios del siglo XX, basados en gran parte en la ciudad natal de Walt en Marceline, Misuri, y caminaran por la calle hasta el eje central, desde donde diferentes tierras temáticas se ramificaron. Al final de la calle en el eje central, habría un Castillo de la Bella Durmiente de 77 pies (23 metros) de altura inspirado en el Castillo de Neuschwanstein en Alemania y basado en el castillo de la película de Disney del mismo nombre, que se estrenaría cuatro años después. Las cuatro tierras temáticas diferentes originales del parque que se ramificaron desde el centro consistirían en Frontierland, con el tema de la frontera estadounidense del siglo XIX; Adventureland, que se asemeja a una jungla tropical salvaje; Fantasyland, basada en las películas animadas de cuentos de hadas de Disney; y Tomorrowland, que representan vistas del futuro, especialmente de la era espacial. En total, cuando se inauguró el parque, la construcción le costó a la empresa 17 millones de dólares.
En febrero de 1953, se estrenó la siguiente película animada de Disney, Peter Pan, la cual fue un éxito, pero Walt quería descubrir cómo mejorar la animación sin aumentar los costos. Cuando Disney quiso crear una función con dos cortometrajes, El desierto viviente, para el documental True-Life, el abogado de RKO creyó que rompería el fallo de la Corte Suprema antimonopolio de 1948 si se vendía como un paquete. Roy pensó que a la compañía le iría bien sin RKO y la compañía creó su propia compañía de distribución, Buena Vista Distribution, llamada así por la calle donde estaba ubicado el estudio, para distribuir sus propias películas a partir de ese momento. En 1954, se estrenó la primera película estadounidense de acción real de Disney, 20.000 leguas de viaje submarino, que fue una de las primeras películas en utilizar Cinemascope. Desde principios hasta mediados de la década de 1950, Walt comenzó a dedicar menos atención al departamento de animación, confiando la mayor parte de sus operaciones a sus animadores clave, los Nueve Ancianos, aunque siempre estaba presente en las reuniones para la historia. En cambio, comenzó a concentrarse en otras cosas como la televisión y Disneyland.
Para conseguir dinero para crear el parque, la empresa decidió promocionarlo a través de una serie de televisión. Después de tratar de que NBC y CBS firmaran, en 1954, ABC hizo un trato con Disney para una serie semanal de una hora a partir de octubre llamada Disneyland, una serie de antología que consiste en dibujos animados, funciones de acción en vivo, otros materiales de la biblioteca del estudio, y pasaría por cuatro segmentos de las cuatro áreas diferentes del parque de diversiones. La serie fue un éxito y obtuvo más del 50% de los espectadores en su franja horaria, junto con audiencias crecientes y elogios de los críticos. En agosto, Walt formó otra empresa, Disneyland, Inc., para financiar el parque temático, con el propio Disney, Western Publishing, que había sido el editor de libros de Disney durante más de veinte años, y ABC, todos con acciones en la empresa.
En octubre, con el éxito del programa Disneyland, ABC permitió que Disney produjera otra serie, The Mickey Mouse Club, un espectáculo de variedades específicamente para niños, que mostraba cosas como una caricatura diaria de Disney, un noticiero infantil y un programa de talentos. Consistiría en un anfitrión y niños y adultos talentosos llamados "Mousketeers" y "Mooseketeers", respectivamente. Después de la primera temporada, más de 10 millones de niños y la mitad de los adultos la veían todos los días, 2 millones de orejas de Mickey Mouse, que usaba el elenco, se habían vendido, y el tema musical del programa "Mickey Mouse March", escrito por Jimmie Dodd, uno de los presentadores principales del programa, se había convertido en un clásico. El 15 de diciembre Disneyland emitió un episodio de la miniserie de cinco partes Davy Crockett, protagonizada por Fess Parker como Crockett. Según el escritor Neal Gabler, "Se convirtió en una sensación nacional de la noche a la mañana", vendiendo 10 millones de gorras de piel de mapache de Crockett. El tema musical del programa "The Ballad of Davy Crockett" se había extendido por la cultura pop estadounidense tanto como "¿Quién Teme al Lobo Feroz?" de Los tres cerditos, vendiendo 10 millones de discos. Los Angeles Times lo llamó "la mayor moda de comercialización que el mundo haya visto jamás". En junio de 1955, se estrenó la película animada número 15 de Disney, La dama y el vagabundo, y obtuvo mejores resultados en la taquilla que cualquier otra película de Disney desde Snow White.
El domingo 17 de julio de 1955, Disneyland abrió con solo Main Street completamente terminada y las otras áreas ofreciendo algunas atracciones, llegando a un total de 20 atracciones. En ese momento, la entrada al parque costaba 1 dólar y los visitantes tenían que pagar por cada atracción individual. Estaban listos para 11.000 invitados, pero se presentaron alrededor de 28.000 personas debido a una avalancha de boletos falsificados. La apertura se transmitió por ABC con los actores Art Linkletter, Bob Cummings y Ronald Reagan, todos amigos de Walt, como anfitriones. Obtuvo más de 90 millones de espectadores, convirtiéndose en la transmisión en vivo más grande hasta la fecha. La inauguración fue tan desastrosa y apresurada que los empleados la llamaron "Domingo Negro". Los restaurantes se quedaron sin comida, el Mark Twain Riverboat comenzó a hundirse un poco, ocurrieron varias fallas en las atracciones y las fuentes de agua potable no funcionaban en los 100 °F. (38 °C) de calor. Dentro de su primera semana de estar abierto, Disneyland tuvo 161.657 visitantes, y en su primer mes de estar abierto, el parque tenía más de 20.000 visitantes cada día. Después de su primer año, 3,6 millones de personas habían visitado el parque, y después de su segundo año llegaron 4 millones más de visitantes, lo que lo hizo más popular que lugares como el Gran Cañón y el Parque Yellowstone. Ese año, Disney tuvo un total bruto de 24,5 millones de dólares en comparación con los 11 millones del año anterior.

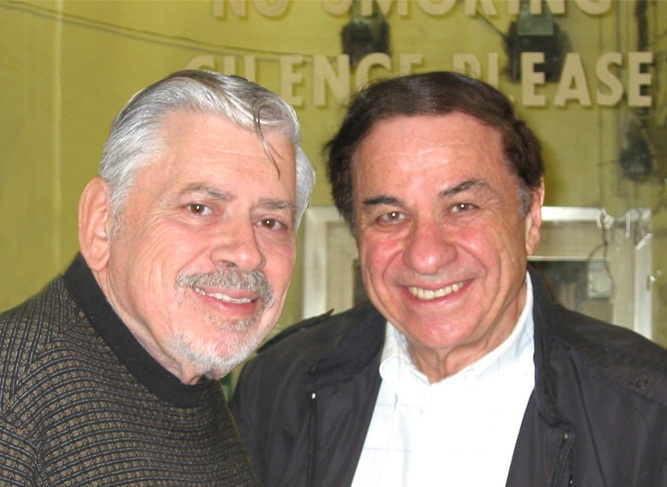
Los hermanos Sherman (en 2002), quienes compusieron muchas de las canciones de Disney durante la década de 1960

Aunque Walt estaba más ocupado con el parque que con las películas, la compañía se mantendría ocupada y produciría un promedio de cinco estrenos por año durante las décadas de 1950 y 1960. Las películas animadas creadas fueron características como La Bella Durmiente (1959), 101 dálmatas (1961) y The Sword in the Stone (1963). Mientras que La Bella Durmiente fue una pérdida financiera para la compañía, y los costos de producción más altos de Disney para una película hasta ese momento eran 6 millones de dólares, 101 dálmatas introdujo una nueva forma de animar utilizando el proceso de xerografía para generar imágenes electromagnéticamente transfiriendo los dibujos a celdas de animación. En 1956, se pidió a los hermanos Sherman, Robert y Richard, que crearan el tema principal de la serie de televisión Zorro. Más tarde, Disney los contrataría como compositores exclusivos del personal, lo que sería una asociación de diez años. Escribieron muchas de las canciones para las películas de Disney en ese momento y algunas para los parques temáticos, y varias de ellas fueron éxitos. A fines de la década de 1950, Disney se aventuraría en el género de la comedia con las películas de acción real The Shaggy Dog (1959), que se convirtió en la película más taquillera en los Estados Unidos y Canadá para Disney con más de 9 millones de dólares, y The Absent-Minded Professor (1961), ambas protagonizadas por Fred MacMurray.
Disney también realizó varias películas de acción real basadas en libros para niños, incluidas Pollyanna (1960) y Swiss Family Robinson (1960). La actriz infantil Hayley Mills protagonizaría Pollyanna, donde ganaría el Premio de la Academia Juvenil, y otras cinco películas de Disney, incluido su doble papel como interpretando a dos gemelas en The Parent Trap (1961). Otro actor infantil, Kevin Corcoran, fue una figura destacada en muchas de las películas de acción en vivo de Disney, apareciendo por primera vez en una serie para The Mickey Mouse Club, donde interpretaría a un niño llamado Moochie, un apodo que permanecería con él. Trabajó junto a Mills en Pollyanna y protagonizó largometrajes como Old Yeller (1957), Toby Tyler (1960) y Swiss Family Robinson (1960). En 1964, se estrenó el musical de acción real y escenas de animación Mary Poppins y se convirtió en la película más taquillera del año. Ganó cinco Premios de la Academia, incluyendo Mejor Actriz para Julie Andrews como Poppins y Mejor Canción para los hermanos Sherman, quienes también ganaron Mejor Banda Sonora por la película "Chim Chim Cher-ee".
A lo largo de la década de 1960, Dean Jones, a quien The Guardian llamó "la figura que más representó a Walt Disney Productions en la década de 1960", protagonizó diez películas de Disney, que incluían That Darn Cat! (1965), The Ugly Dachshund (1966) y The Love Bug (1968) y la segunda secuela de esta última Herbie Goes to Monte Carlo (1977). El último niño actor de Disney de la década de 1960 sería Kurt Russell, quien había firmado un contrato de diez años con la compañía. Apareció en películas como The Computer Wore Tennis Shoes (1969), The Horse in the Grey Flannel Suit (1968) junto a Dean Jones, The Barefoot Executive (1971), y The Strongest Man in the World (1975).

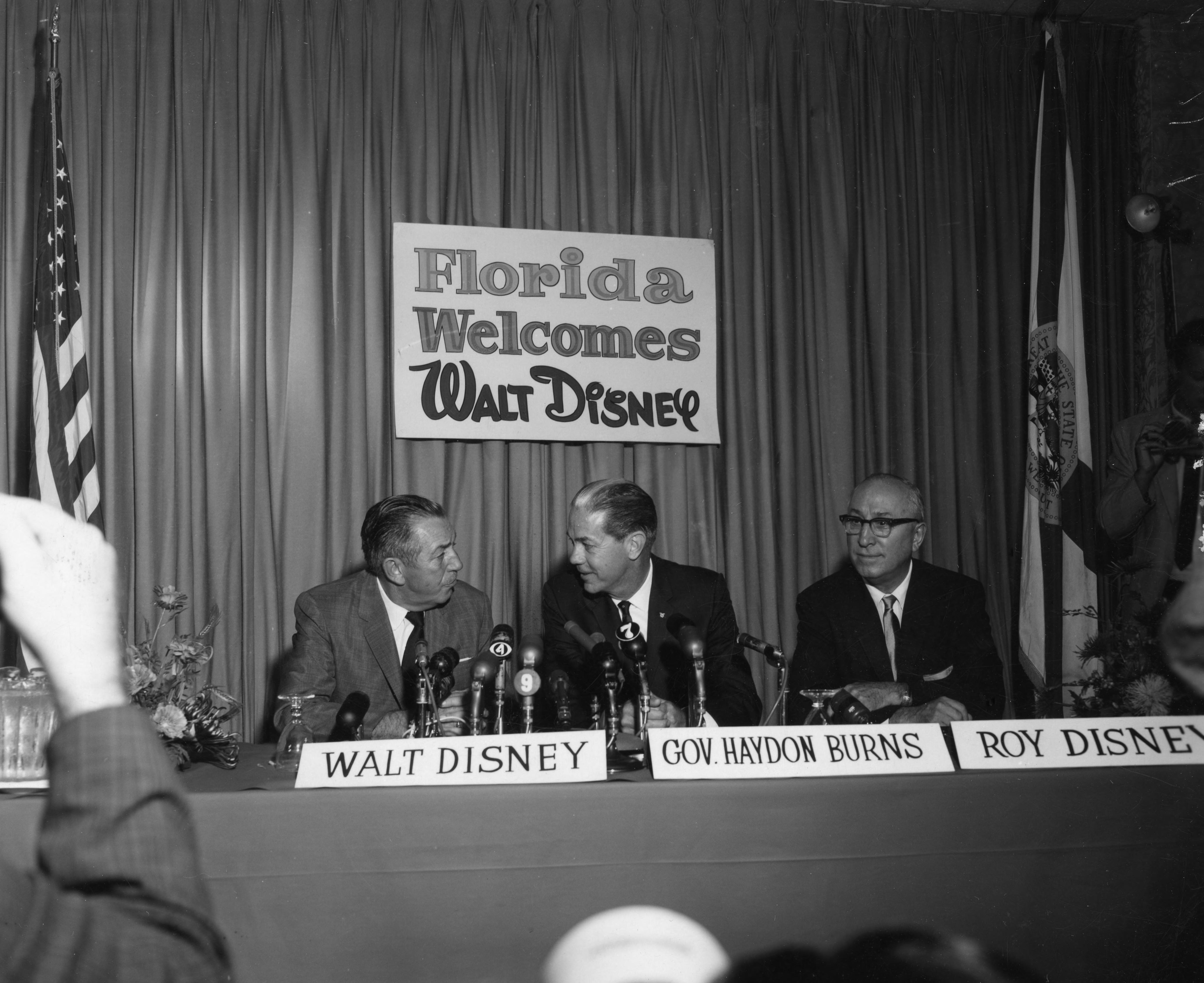
Walt, Hayden Burns, y Roy anuncian los planes para Disney World

A fines de 1959, Walt tuvo la idea de construir otro parque en Palm Beach, Florida, llamado City of Tomorrow (Ciudad del Mañana), una ciudad que estaría llena de mejoras tecnológicas. En 1964, la compañía eligió un terreno al suroeste de Orlando, Florida, como el área para construir el parque y rápidamente adquirió 27.000 acres (10.927 hectáreas) de terreno para ello. El 15 de noviembre de 1965, Walt, junto con Roy y el actual gobernador de Florida en ese momento, Haydon Burns, anunciaron los planes para otro parque llamado Disney World, que incluía Magic Kingdom—una versión más grande y más elaborada de Disneyland, con campos de golf y hoteles turísticos cerca de él—y City of Tomorrow, que estaría en el corazón del parque. Para 1967, la compañía había realizado varias expansiones a Disneyland, incluida una nueva área llamada New Orleans Square, que estaría llena principalmente de tiendas y se basaría en el aspecto de Nueva Orleans, Luisiana. Entre 1966 y 1967 agregaron tres atracciones más: It's a Small World, Disneyland Railroad y Pirates of the Caribbean. En total, la expansión costó 20 millones de dólares, que fue 3 millones más de lo que costó hacer el parque. También agregaron varias otras atracciones antes de esa fecha, como Walt Disney's Enchanted Tiki Room, que fue la primera atracción en usar Audio-Animatronics; Walt Disney's Carousel of Progress, que debutó en la Feria Mundial de Nueva York de 1964 antes de mudarse a Disneyland en 1967; y Dumbo the Flying Elephant, que abrió un mes después que el parque.
El 20 de noviembre de 1964, Walt vendió la mayor parte de WED Enterprise a Walt Disney Productions por 3,75 millones de dólares después de que Roy lo persuadiera, quien pensó que tener su propia empresa le causaría problemas legales. Walt formó una nueva compañía llamada Retlaw para manejar su negocio de personal, principalmente Disneyland Railroad y Disneyland Monorail. Cuando la compañía comenzó a buscar a alguien para patrocinar el proyecto, Walt cambió el nombre de City of Tomorrow a EPCOT, que significa Experimental Prototype Community of Tomorrow (Prototipo Experimental de la Comunidad del Mañana).
Debido a que Walt había fumado mucho desde la Primera Guerra Mundial, su salud comenzó a empeorar y visitó el Hospital St. Joseph el 2 de noviembre de 1965 para una prueba. Los médicos descubrieron una mancha del tamaño de una nuez en su pulmón izquierdo y se la quitaron unos días después, descubriendo que era canceroso. Después de dos semanas, fue dado de alta del hospital, pero los ganglios linfáticos demasiado grandes demostraron que no le quedaba mucho más tiempo de vida. El 15 de diciembre de 1966, a la edad de 65 años, Walt murió de un colapso circulatorio, provocado por un cáncer de pulmón.

### 1967–1971: Liderazgo Roy O. Disney y Walt Disney World
En 1967, se estrenaron las dos últimas películas en las que había trabajado Walt, la película animada El libro de la selva, que sería la película más exitosa de Disney durante las próximas dos décadas, y el musical de acción real The Happiest Millionaire. Después de la muerte de Walt, la compañía abandonó en gran medida la industria de la animación, pero todavía haría varias películas de acción real. Su personal en el campo de la animación comenzó a disminuir de 500 trabajadores a 125 empleados, y la empresa solo contrató a 21 personas de 1970 a 1977. La primera película animada posterior a Walt, Los Aristogatos, se estrenó en 1970, donde Dave Kehr del Chicago Tribune dijo: "la ausencia de su mano [de Walt] es evidente".
Ese año siguiente se estrenó el musical antifascista Bedknobs and Broomsticks (Travesuras de una bruja / La bruja novata) y ganó el Oscar a los Mejores Efectos Especiales Visuales. Cuando Walt murió, Roy estaba listo para jubilarse, pero quería mantener vivo el legado de Walt y se convirtió en el primer director ejecutivo (CEO) y presidente de la junta directiva de la empresa.
Ya en mayo de 1967, las legislaturas de Florida aprobaron una legislación para otorgar a Disney World tener su propia agencia casi gubernamental en un área llamada Reedy Creek Improvement District, el cual Roy cambió el nombre de Disney World a Walt Disney World para recordarle a la gente que era el sueño de Walt. Después de 18 meses de construcción que costó alrededor de 400 millones de dólares, el primer parque de Walt Disney World, Magic Kingdom, junto con Disney's Contemporary Resort y Disney's Polynesian Resort, abrió el 1 de octubre de 1971, con 10 400 visitantes. Un desfile con más de 1000 miembros de la banda, junto con 4000 artistas de Disney y un coro del Ejército de EE. UU., marcharon por Main Street encabezados por la compositora Meredith Wilson. A diferencia de Disneyland, el ícono del parque sería el Castillo de la Cenicienta en lugar del Castillo de la Bella Durmiente. Tres meses después, el día de Acción de Gracias, los autos que querían ingresar a Magic Kingdom se extendieron millas a lo largo de la interestatal. Con el tiempo, EPCOT dejó de ser la Ciudad del Mañana y se convirtió más en otro parque temático.
El 21 de diciembre de 1971, Roy murió de una hemorragia cerebral en el Hospital St. Joseph.

### 1972–1976: Liderazgo de Donn Tatum y declive de la industria de la animación

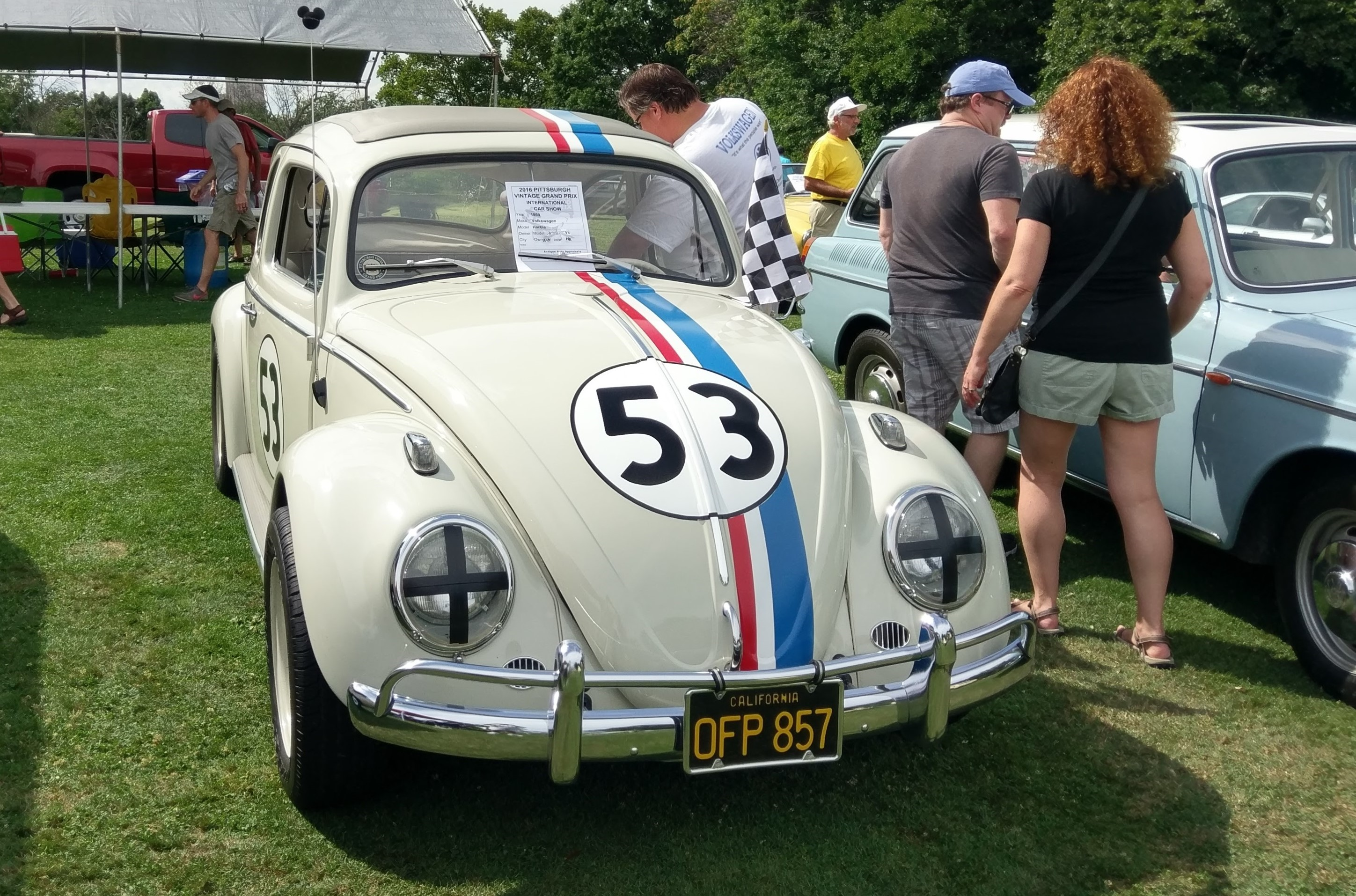
Herbie, el coche protagonista de la película The Love Bug (1968), de la cual se hicieron varias secuelas

Después de la muerte de Roy, Donn Tatum, quien fue un alto ejecutivo durante 25 años y expresidente de Disney, se convirtió en el primero que no era miembro de la familia de Disney en convertirse en director ejecutivo y presidente de la junta directiva de la compañía, con Card Walker, quien había estado con la compañía desde 1938, convirtiéndose en presidente de la compañía.
Para el 30 de junio de 1973, Disney tenía más de 23.000 empleados y un total bruto de 257.751.000 de dólares durante un período de nueve meses, lo que representa un aumento en comparación con el año anterior, cuando ganaron 220.026.000. En noviembre, Disney lanzó otra película animada, Robin Hood, que se convirtió en la película más taquillera internacional de Disney con 18 millones de dólares.
A lo largo de la década de 1970, Disney lanzó varias películas de acción real más, como la secuela de The Computer Wore Tennis Shoes, Now You See Him, Now You Don't, las dos secuelas de The Love Bug, Herbie Rides Again (1974) y Herbie Goes to Monte Carlo (1977), Escape to Witch Mountain (1975), y Freaky Friday (1976).

### 1976–1983: Liderazgo de Card Walker, nuevos parques temáticos y Disney Channel
En 1976, Card Walker asumió el cargo de director ejecutivo de la empresa, y Tatum permaneció como presidente hasta 1980, cuando Walker lo reemplazó. En 1977, Roy E. Disney, el hijo de Roy O. Disney y el único Disney que trabajaba para la empresa, renunciaría a su trabajo como ejecutivo de la empresa debido a desacuerdos con las decisiones que estaba tomando la empresa.
En 1977, Disney lanzó la exitosa película animada The Rescuers, que recaudó 48 millones de dólares en taquilla. El musical acción real y animación Pete's Dragon fue lanzado en 1977, recaudando 16 millones de dólares en los Estados Unidos y Canadá, pero fue considerado una decepción para la compañía. En 1979, se estrenó The Black Hole, la primera película con clasificación PG de Disney y la película más cara hasta ese momento con 26 millones de dólares, lo que demostró que Disney también podía usar efectos especiales. Con una recaudación de 35 millones de dólares, lo que fue una decepción para la compañía que pensó que iba a ser un éxito como Star Wars (1977), la película fue una respuesta a otras películas de ciencia ficción que se estrenaban. En septiembre, 12 animadores, que era más del 15 por ciento del departamento, renunció al estudio. Dirigidos por Don Bluth, se fueron debido a un conflicto con el programa de entrenamiento y la atmósfera en el estudio, comenzando su propia compañía Don Bluth Productions (que luego se convirtió en Sullivan Bluth Studios). En 1981, Disney lanzó Dumbo en VHS y Alicia en el país de las maravillas al año siguiente, lo que llevó a Disney a comenzar a lanzar sus películas a los medios domésticos. El 24 de julio, Walt Disney World on Ice, una gira de dos años de espectáculos sobre hielo con Disney charters, se estrenó en el Brendan Byrne Meadowlands Arena, luego de que Disney otorgara la licencia de sus personajes a Feld Entertainment. El mismo mes, se estrenó la película animada de Disney The Fox and the Hound y se convirtió en la película animada más taquillera hasta ese momento con 39,9 millones de dólares. Fue la primera película con la que Walt no tuvo nada que ver y fue el último trabajo importante realizado por los Nueve Ancianos de Disney, dando paso a que los animadores más jóvenes hicieran más.

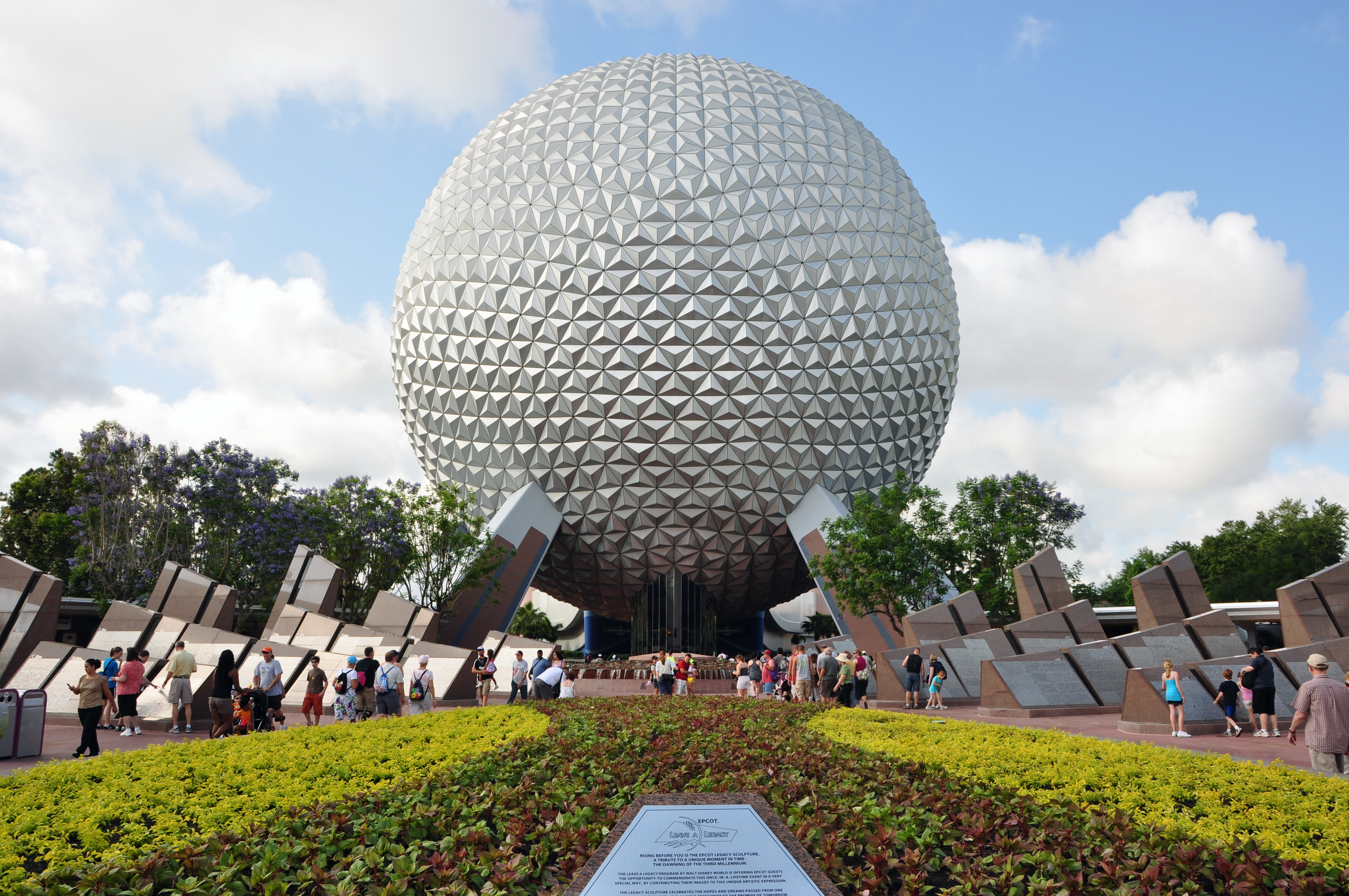
La Spaceship Earth de Epcot es el icono principal del parque.

A medida que las ganancias de la compañía comenzaron a disminuir, el 1 de octubre de 1982, Epcot, entonces conocido como EPCOT Center, abrió como el segundo parque temático en Walt Disney World, con una asistencia de alrededor de 10.000 personas durante la apertura. La construcción del parque costó a la empresa más de 900 millones de dólares. El parque consistía en el pabellón Future World y el World Showcase, que representaba a nueve países, incluidos México, China, Alemania, Italia, Estados Unidos, Japón, Francia, Reino Unido, y Canadá (Marruecos y Noruega se agregarían posteriormente en 1984 y 1988, respectivamente). La industria de la animación siguió en declive y el 69% de las ganancias de la empresa provinieron de sus parques temáticos, con una asistencia de 12 millones de visitantes a Walt Disney World que descendería un 5% el próximo mes de junio. El 9 de julio, Disney lanzó una de las primeras películas en utilizar principalmente imágenes generadas por computadora (CGI), Tron, que tendría una gran influencia en otras películas CGI, aunque solo recibió críticas mixtas. En total, en 1982, la empresa perdió 27 millones de dólares. El 15 de abril de 1983, el primer parque extranjero de Disney, Tokyo Disneyland, similar a Disneyland y Magic Kingdom, se inauguró en Urayasu, Japón. Con un costo de alrededor de 1,4 millones de dólares, la construcción del parque comenzó en 1979 cuando Disney y The Oriental Land Company acordaron construir un parque juntos. En sus primeros diez años, el parque había sido un éxito con más de 140 millones de visitantes.
Después de una inversión de 100 millones de dólares, el 18 de abril, Disney lanzó un canal de televisión por cable de pago llamado The Disney Channel, con una programación de dieciséis horas de duración que mostraba cosas como películas de Disney, doce programas diferentes y dos programas de variedades para adultos. Aunque se esperaba que le fuera bien, la empresa perdió 48,3 millones de dólares después de su primer año, con alrededor de 916.000 suscriptores.

### 1983–1984: Liderazgo de Ron W. Miller y Touchstone Pictures
En 1983, el yerno de Walt, Ron W. Miller, que había sido presidente de la compañía desde 1978, se convirtió en director ejecutivo de Disney y Raymond Watson en presidente. Ron impulsaría películas más maduras del estudio, y como resultado, Disney fundó el sello de distribución de películas Touchstone Pictures para producir películas dirigidas a adultos y adolescentes en 1984. Splash (1984), fue la primera película lanzada bajo la etiqueta y se convertiría en un éxito muy necesario para el estudio, recaudando más de 6,1 millones de dólares en su primera semana de proyección. Más tarde, la primera película de Disney con clasificación R, Down and Out in Beverly Hills (1986), fue lanzado y fue otro éxito para la compañía, recaudando 62 millones de dólares. Al año siguiente, se estrenó la primera película clasificada PG-13 de Disney, Adventures in Babysitting. En 1984, Saul Steinberg intentó comprar la empresa, poseyendo el 11,1% de las acciones de la empresa. Ofreció comprar el 49% de la empresa por 1.300 millones de dólares o la empresa entera por 2.750 millones. Disney, que tenía menos de 10 millones, lo rechazó y ofreció comprar todas sus acciones por 325,5 millones. Steinberg estuvo de acuerdo, y Disney pagó todo con parte de un préstamo de 1,3 millones que obtuvo del banco, lo que colocó a la compañía en una deuda de 866 millones.

### 1984–2005: Liderazgo de Michael Eisner

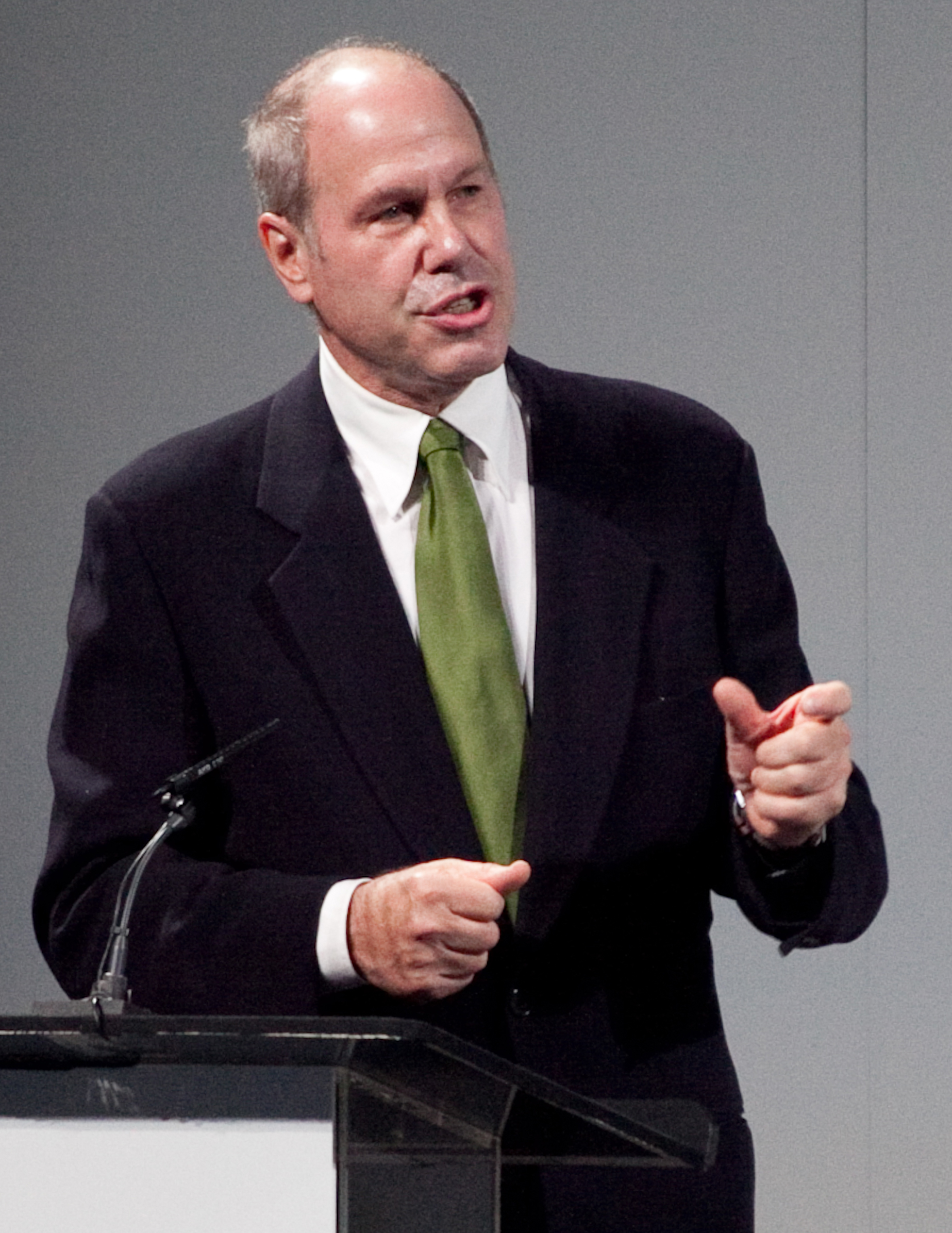
Michael Eisner reemplazó a Ron Miller como director ejecutivo y volvió a convertir a Disney en un importante estudio de cine.

#### 1984–1989: Touchstone Television y reestructura de Walt Disney Productions
En 1984, los accionistas de la compañía, Roy E. Disney, Sid Bass, Lillian y Diana Disney, e Irwin L. Jacobs, que tenían un total combinado de alrededor del 35,5% de las acciones totales de la compañía, forzaron a Miller a dejar el cargo de director ejecutivo y lo reemplazaron con Michael Eisner, quien anteriormente había sido presidente de Paramount Pictures, como el nuevo director ejecutivo, junto con la incorporación de Frank Wells como presidente. El primer movimiento de Eisner en Disney fue convertirlo en un importante estudio de cine, que en ese momento no se consideró. Trajo a Jeffrey Katzenberg como presidente y Roy como jefe de la división de animación para ayudar con la industria de la animación. Quería producir una película animada cada 18 meses en lugar de cada 4 años como lo había estado haciendo la compañía. Para ayudar con la división de películas, comenzaron a hacer series de dibujos animados de sábados por la mañana para crear nuevos personajes de Disney para comercializar y producir varias películas a través de Touchstone. Eisner llevó a Disney a la industria de la televisión más al crear Touchstone Television y producir The Golden Girls, que fue un éxito. La compañía también comenzó a promocionar sus parques temáticos por primera vez a 15 millones de dólares, aumentando la tasa de asistencia en un 10%. En 1984, Disney creó la película animada más cara con 40 millones de dólares y su primera película animada en presentar imágenes generadas por computadora, The Black Cauldron, que también fue su primera película animada clasificada PG debido a sus temas más oscuros. Terminó siendo una bomba de taquilla, lo que llevó a la compañía a trasladar el departamento de animación del estudio en Burbank a un almacén en Glendale, California. Organizado en 1985, Silver Screen Partners II, LP financió películas para Disney con 193 millones. En enero de 1987, Silver Screen III comenzó a financiar películas para Disney con 300 millones de dólares recaudados, la mayor cantidad recaudada por E.F. Hutton para una sociedad limitada de financiación de películas. Silver Screen IV también se creó para financiar los estudios de Disney.
En 1986, la compañía cambió su nombre de Walt Disney Productions a su nombre actual, Walt Disney Company, afirmando que el nombre anterior, Walt Disney Productions (posteriormente Walt Disney Pictures) solo se refería a la industria cinematográfica, mientras que las producciones animadas serían producidas bajo Walt Disney Feature Animation (en la actualidad Walt Disney Animation Studios). Con la industria de la animación de Disney en declive, el departamento de animación necesitaba un éxito con su próxima película The Great Mouse Detective. Durante su lanzamiento, recaudó 25 millones de dólares, convirtiéndose en un éxito financiero muy necesario para la compañía en la industria de la animación. Para generar más ingresos de la comercialización, la compañía abrió su primera tienda minorista, Disney Store en Glendale en 1987. Debido a su éxito, abrieron dos tiendas más en California y en 1990 tenían 215 tiendas en todo el país. En 1989, la compañía tuvo éxito financiero con 411 millones de dólares en ingresos y una ganancia de 187 millones. En 1987, la compañía firmó un acuerdo con el gobierno francés para construir un resort en París llamado Euro Disneyland, que consta de dos parques temáticos llamados Disneyland Park y Walt Disney Studios Park, un campo de golf y seis hoteles.

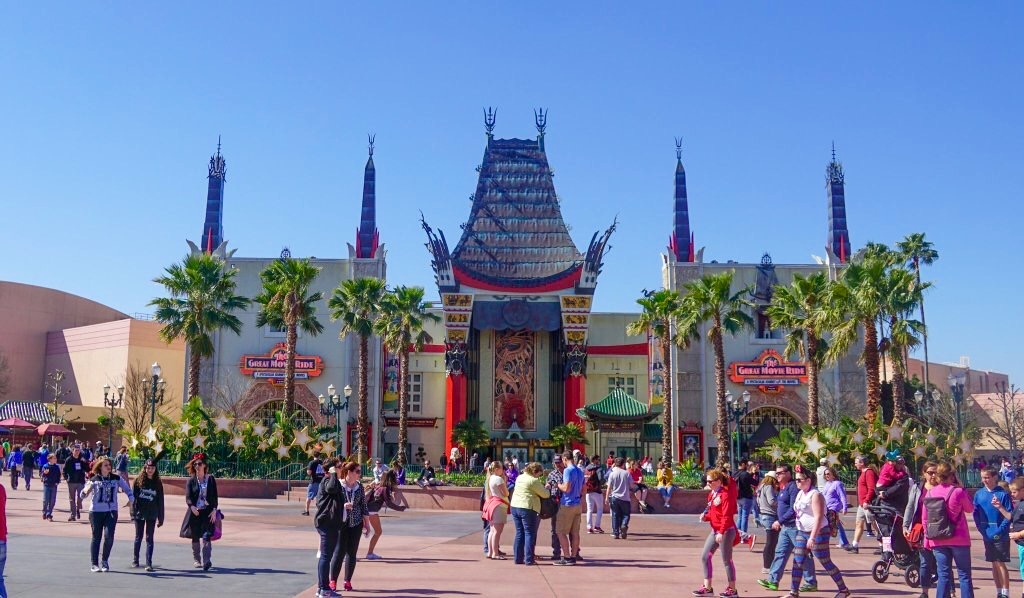
El icono del parque Hollywood Studios, el Chinese Theatre

En 1988, la película animada número 27 de Disney, Oliver y su pandilla, se estrenó el mismo día que The Land Before Time, del exanimador Don Bluth. Oliver y su pandilla venció a The Land Before Time, convirtiéndose en la primera película animada en recaudar más de 100 millones de dólares en su lanzamiento inicial y la película animada más taquillera desde su ejecución inicial. En ese momento, Disney se convirtió en el líder de taquilla de todos los estudios de Hollywood por primera vez, con películas como ¿Quién engañó a Roger Rabbit? (1988), Tres hombres y un bebé (1987) y Buenos días, Vietnam (1987). Los ingresos brutos en 1983 fueron de 165 millones de dólares y aumentaron a 876 millones en 1987, y los ingresos operativos pasaron de 33 millones negativos en 1983 a 130 millones positivos en 1987. Su ingreso neto aumentó un 66% junto con un crecimiento del 26% en los ingresos. Los Angeles Times calificó la recuperación de Disney como "una verdadera rareza en el mundo corporativo". El 1 de mayo de 1989, Disney abrió su tercer parque temático en Walt Disney World, Disney-MGM Studios (actualmente bajo el nombre de Hollywood Studios). El parque se trataba principalmente de cómo se hacían las películas, hasta que cambió en 2008 para que los visitantes se sintieran como si estuvieran en películas. Tras la apertura de este nuevo parque, Disney inauguró el parque acuático Typhoon Lagoon el 1 de junio de 1989; en 2008, el parque acuático contó con la asistencia de un total de 2,8 millones de personas. En 1989, Disney firmó un acuerdo de principio para adquirir Jim Henson Productions de su fundador, el creador de los Muppets Jim Henson. El acuerdo incluía la biblioteca de programación de Henson y los personajes de los Muppets (excluyendo los Muppets creados para Sesame Street), así como los servicios creativos personales de Jim Henson. Sin embargo, Henson murió repentinamente en mayo de 1990 antes de que se completara el trato, lo que provocó que las dos empresas pusieran fin a las negociaciones de fusión en diciembre siguiente.

#### 1989–1999: Renacimiento de Disney, adquisiciones y Disney Cruise Line
El 17 de noviembre de 1989, se estrenó La Sirenita y se consideró el comienzo del "Renacimiento de Disney", un período en el que la compañía estrenó películas animadas de gran éxito y aclamadas por la crítica. Durante su estreno, se convirtió en la película animada con la mayor recaudación desde su ejecución inicial y obtuvo 233 millones en taquilla; también ganó dos Premios de la Academia, Mejor Banda Sonora Original y Mejor Canción Original por "Bajo el mar". Durante el Renacimiento de Disney, varias de las canciones de Disney fueron escritas por el compositor Alan Menken y el letrista Howard Ashman, hasta que Howard murió en 1991. Juntos escribieron seis canciones que fueron nominadas a los Premios de la Academia, con dos ganadoras, "Bajo el mar" y "La bella y la bestia". Para producir música adaptada a la música convencional, incluida la música para bandas sonoras de películas, Disney fundó el sello discográfico Hollywood Records el 1 de enero de 1990. En septiembre de 1990, Disney dispuso la financiación de hasta 200 millones de dólares por una unidad de Nomura Securities para películas de Interscope hechas para Disney. El 23 de octubre, Disney formó Touchwood Pacific Partners, que suplantaría a la serie Silver Screen Partnership como la principal fuente de financiación de sus estudios cinematográficos. La primera secuela animada de Disney, The Rescuers Down Under, se estrenó el 16 de noviembre de 1990 y se creó utilizando Computer Animation Production System (CAPS), un software digital desarrollado por Disney y la división informática de Lucasfilm, Pixar, convirtiéndose en la primera largometraje que se creará íntegramente en formato digital. Aunque la película luchó en la taquilla, recaudando 47,4 millones de dólares, recibió críticas positivas de los críticos. En 1991, Disney y Pixar llegaron a un acuerdo para hacer tres películas juntas, siendo la primera Toy Story (1995).
Con Dow Jones & Company buscando reemplazar a tres empresas en su promedio industrial, Disney fue elegida para ocupar uno de los lugares en mayo, con la declaración que dice que Disney refleja "La importancia del entretenimiento y las actividades de ocio en la economía". La siguiente película animada de Disney, La Bella y la Bestia, se estrenó el 13 de noviembre de 1991 y recaudó casi 430 millones de dólares. Fue la primera película animada en ganar un Globo de Oro a la Mejor Película, y recibió seis nominaciones al Premio de la Academia, convirtiéndose en la primera película animada en ser nominada al Oscar a la Mejor Película; Ganó Mejor Banda Sonora, Mejor Sonido, y Mejor Canción por "La Bella y la Bestia". La película fue aclamada por la crítica, y algunos la consideraron la mejor película de Disney. Para coincidir con su nuevo lanzamiento The Mighty Ducks, Disney fundó el equipo de la NHL The Mighty Ducks of Anaheim en 1992. La siguiente película animada de Disney, Aladdín, se estrenó el 11 de noviembre de 1992 y recaudó 504 millones de dólares, convirtiéndose en la película animada más taquillera hasta ese momento y la primera película animada en alcanzar la marca de los 500 millones de dólares. Ganó dos Premios de la Academia a la Mejor Canción por "A Whole New World" y Mejor Banda Sonora; "A Whole New World" fue la primera y única canción de Disney en ganar el Grammy a Canción del año. Por 60 millones de dólares, Disney amplió sus películas más maduras al adquirir el distribuidor de películas independiente Miramax Films en 1993. En una empresa conjunta con The Nature Conservancy, Disney compró 8.500 acres (3.439 hetáreas) de las cabeceras de los Everglades en Florida en 1993 para proteger las especies de plantas y animales autóctonos, estableciendo Disney Wilderness Preserve.

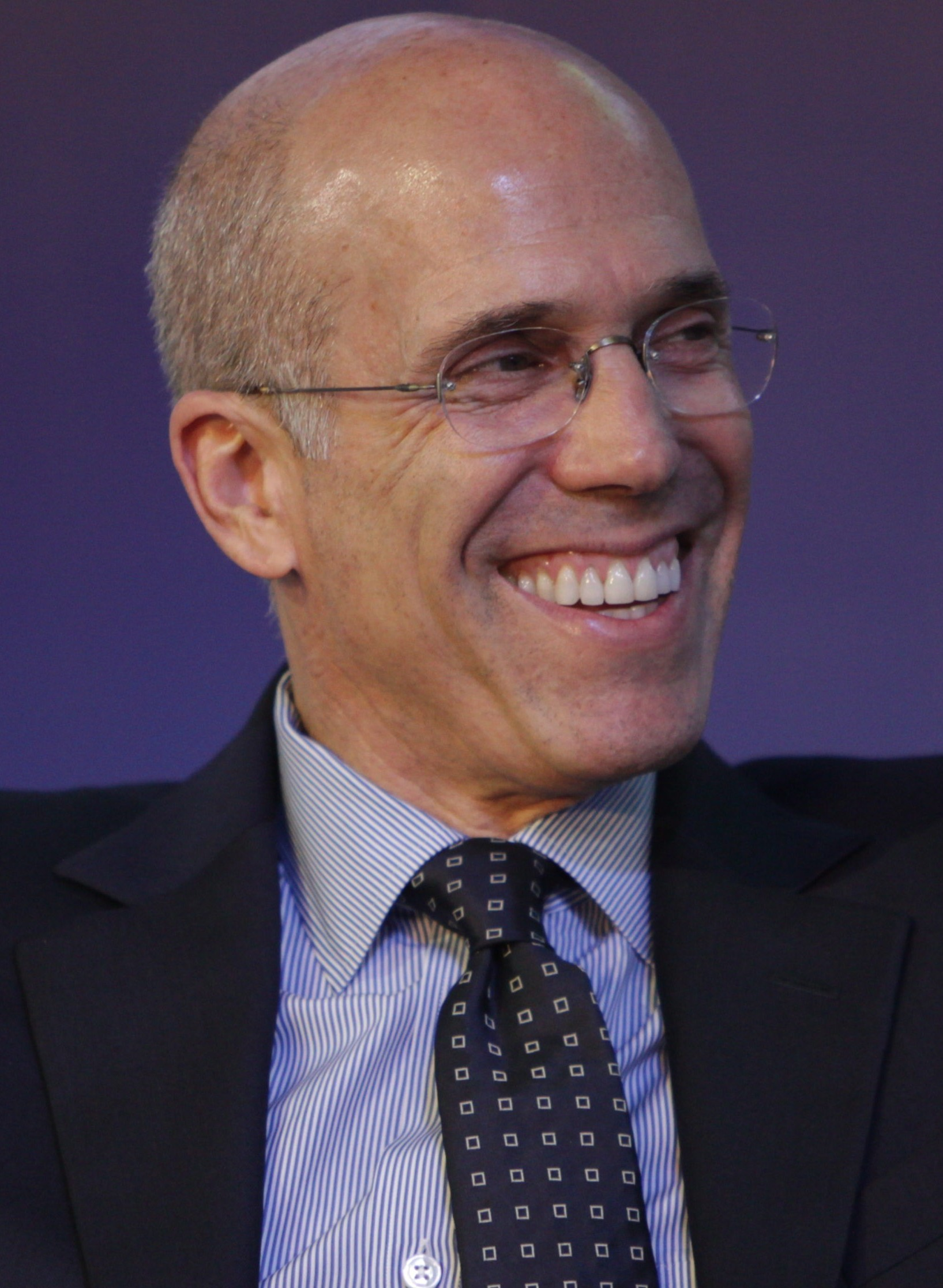
Jeffrey Katzenberg fue presidente de Walt Disney Studios de 1984 a 1995, antes de dejar la empresa para cocrear DreamWorks SKG.

El 3 de abril de 1994, Frank Wells murió en un accidente de helicóptero, mientras se encontraba de vacaciones para ir a esquiar. Él, Eisner y Katzenberg ayudaron a que el valor de mercado de la compañía pasara de 2 mil millones de dólares a 22 mil millones desde que asumió el cargo en 1984. El 15 de junio, se estrenó El rey león y fue un gran éxito. Se convirtió en la segunda película más taquillera de todos los tiempos detrás de Jurassic Park y la película animada más taquillera de todos los tiempos, con un total bruto de 968,5 millones de dólares. Obtuvo dos Premios de la Academia a la Mejor Banda Sonora y Mejor Canción por "Can You Feel the Love Tonight" y fue elogiada por la crítica. Poco después de su lanzamiento, Katzenberg dejó la empresa después de que Eisner no lo ascendiera a presidente. Después de irse, cofundó el estudio de cine DreamWorks SKG. El lugar de Wells fue reemplazado más tarde por uno de los amigos de Eisner, Michael Ovitz, el 13 de agosto de 1995. En 1994, Disney había estado buscando comprar una de las tres grandes cadenas, ABC, NBC o CBS, lo que les daría distribución garantizada para su programación. Eisner buscó comprar NBC, pero el trato se canceló una vez que escuchó que General Electric quería mantener una participación mayoritaria. En 1994, Disney alcanzó 10,1 millones de dólares en ingresos, siendo la industria cinematográfica el 48% del total, los parques temáticos el 34% y el 18% de la comercialización. Los ingresos netos totales de Disney aumentaron un 25% con respecto al año anterior a 1.100 millones de dólares. Con una recaudación de más de 346 millones de dólares, Pocahontas se estrenó el 16 de junio y obtuvo los premios de la Academia a la mejor partitura musical o de comedia y a la mejor canción por "Colores en el viento". El primer lanzamiento de Pixar y Disney juntos, Toy Story, fue la primera película completamente generada por computadora. Fue lanzada el 19 de noviembre de 1995, con gran éxito de crítica y un total bruto final de 361 millones de dólares. La película ganó el Premio de la Academia al Logro Especial, además de ser la primera película animada en ser nominada a Mejor Guion Original.
En 1995, Disney anunció la adquisición de Capital Cities/ABC Inc. por 19 mil millones de dólares, que en ese momento era la segunda adquisición corporativa más grande en la historia de los Estados Unidos. A través del acuerdo, Disney obtendría la cadena de transmisión ABC, una participación mayoritaria del 80% en la cadena de deportes ESPN y ESPN 2, el 50% en Lifetime Television, una participación mayoritaria en DIC Entertainment y una participación minoritaria del 37,5% en A&E Television Networks. Tras el acuerdo, la empresa inició un programa de radio centrado en la juventud en ABC Radio Network llamado Radio Disney el 18 de noviembre de 1996. The Walt Disney Company lanzó su sitio web oficial disney.com el 22 de febrero, principalmente para promocionar sus parques temáticos y dar información sobre su mercancía. El 19 de junio, se estrenó la siguiente película animada de la compañía, El jorobado de Notre Dame, que recaudó 325 millones de dólares en taquilla. Debido a que el estilo de gestión de Ovitz era diferente al de Eisner, Ovitz fue despedido como presidente de la empresa en 1996. Disney perdió una demanda de 10,4 millones de dólares en septiembre de 1997 ante Marsu BV por no haber producido 13 episodios de media hora de la serie de animación Marsupilami según lo contratado. En cambio, Disney sintió que otras propiedades merecían la atención de la compañía. Hércules se estrenó el 13 de junio de 1997 y tuvo un desempeño inferior en la taquilla en comparación con las películas anteriores, recaudando 252 millones de dólares. Con una participación del 25% en los California Angels, Disney compró el equipo en 1998 por 110 millones de dólares, renombró al equipo como Anaheim Angels y renovó su estadio por 100 millones de dólares. El 24 de febrero, Disney y Pixar firmaron un contrato de diez años para hacer 5 películas juntos, con Disney como distribuidor. Compartirían el costo, las ganancias y los créditos del logotipo, llamando a las películas una producción de Disney-Pixar. Durante el Renacimiento de Disney, la división cinematográfica Touchstone Pictures también tuvo éxito, con películas como Pretty Woman (1990), que obtuvo el mayor número de entradas vendidas en Estados Unidos para una comedia romántica y recaudó 432 millones de dólares; Sister Act (1992), que fue una de las comedias de mayor éxito financiero de principios de la década de 1990, recaudando 231 millones de dólares; la película de acción Con Air (1997), que recaudó 224 millones de dólares; y la película más taquillera de 1998 con 553 millones de dólares Armageddon.
En Disney World, la compañía abrió el parque temático más grande del mundo que cubre 580 acres (230 hectáreas), Disney's Animal Kingdom, en el Día de la Tierra, el 22 de abril de 1998. Está compuesto por seis tierras basadas en temas zoológicos, con el Árbol de la Vida como pieza central del parque y más de 2.000 animales. Recibiendo críticas positivas, las próximas películas animadas de Disney, Mulán y la película de Disney-Pixar Bichos: Una aventura en miniatura, se estrenaron el 5 de junio y el 20 de noviembre, respectivamente. Mulan se convirtió en la sexta película más taquillera de 1998 con 304 millones de dólares, y Bichos fue el quinto más alto con 363 millones. En una transacción de 770 millones de dólares, el 18 de junio, Disney compró una participación del 43% del motor de búsqueda de Internet Infoseek por 70 millones, y también le dio a Infoseek la adquisición anterior de Starwave. Como las negociaciones entre Carnival y Royal Caribbean no iban bien, en 1994 Disney anunció que iniciaría sus propias operaciones de línea de cruceros a partir de 1998. Los dos primeros barcos en formar parte de Disney Cruise Line se llamarían Disney Magic y Disney Wonder y serían construidos por Fincantierien en Italia. Para acompañar a los cruceros, Disney compró Gorda Cay como la isla privada de la línea y gastó 25 millones de dólares en remodelarla y le cambió el nombre a Castaway Cay. El 30 de julio de 1998, Disney Magic zarpó como el primer viaje de la línea. A partir del portal web Go.com en una empresa conjunta con Infoseek el 12 de enero de 1999, Disney adquirió más tarde el resto de Infoseek ese año.

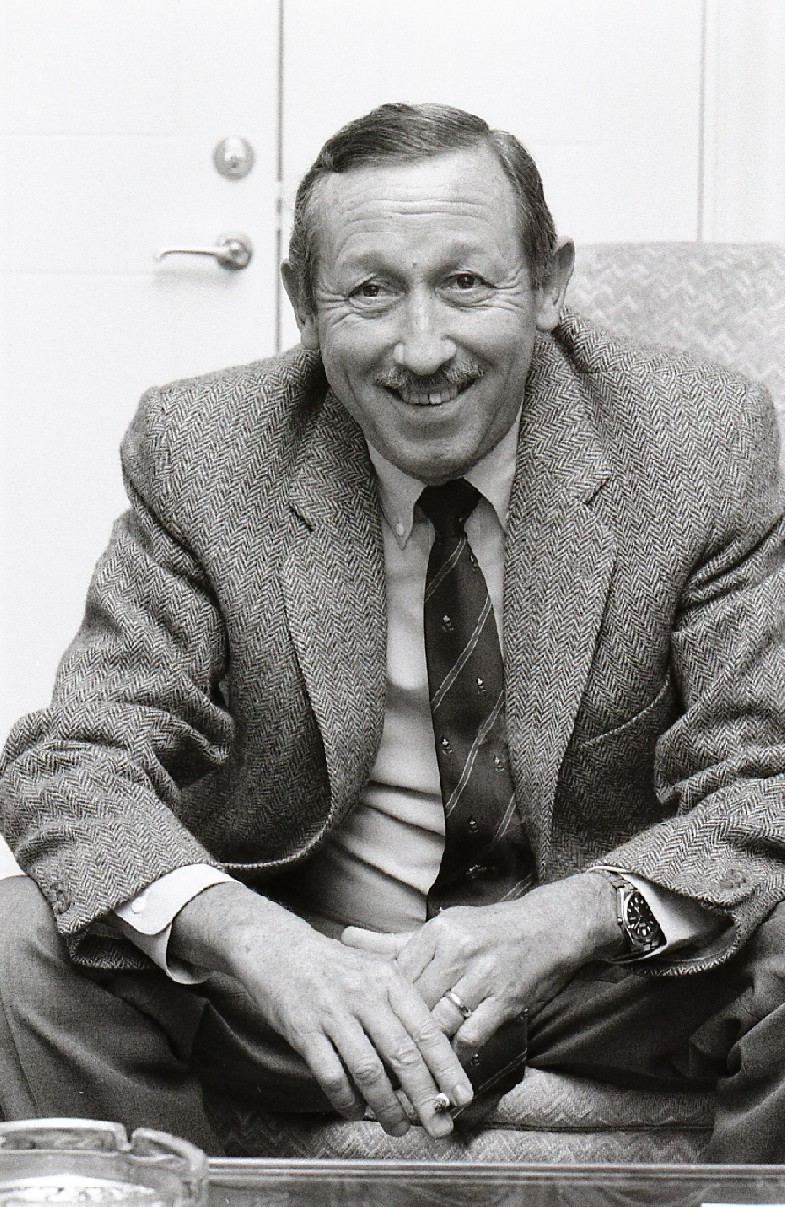
Roy E. Disney, el hijo de Roy O. Disney, se convirtió en jefe del departamento de animación, antes de dejar la empresa en 2003, exhortó a Eisner a retirarse y comenzó la campaña "Save Disney", antes de unirse nuevamente a Disney como consultor.

Marcando el final del Renacimiento de Disney, Tarzán se estrenó el 12 de junio, recaudando 448 millones en taquilla y obteniendo elogios de la crítica; también reclamó el Premio de la Academia a la Mejor Canción Original por "You'll Be in My Heart" de Phil Collins. La secuela de Toy Story y tercera película de Disney-Pixar Toy Story 2 se estrenó el 13 de noviembre como una película exitosa, obteniendo elogios y 511 millones en taquilla.

#### 2000–2005: Adquisiciones de The Muppets y de otros estudios
El 25 de enero de 2000, Eisner nombró presidente y director de operaciones de la compañía al jefe de la cadena ABC, Bob Iger, en el lugar de Ovitz. En noviembre, Disney vendió DIC Entertainment a Andy Heward, aunque todavía hacía negocios con ellos. Disney tuvo otro gran éxito con Pixar cuando lanzaron Monsters, Inc. en 2001. Más tarde, Disney compró la red de cable para niños Fox Family Worldwide por 3 mil millones de dólares y asumió una deuda de 2,3 millones. El acuerdo también incluyó una participación del 76% en Fox Kids Europe, Fox Kids Latinoamérica, más de 6.500 episodios de la biblioteca de programación de Saban Entertainment y Fox Family Channel. En 2001, las operaciones de Disney disminuyeron con una pérdida neta de 158 millones en impuestos, así como una disminución en la audiencia en la cadena de televisión ABC, debido a la disminución del turismo debido a los ataques del 11 de septiembre; Las ganancias de Disney en el año fiscal 2001 de 120 millones de dólares se redujeron considerablemente con respecto a los 920 millones del año anterior. Para ayudar a ahorrar costos, Disney anunció que despediría a 4.000 empleados y cerraría entre 300 y 400 tiendas Disney. Después de ganar la Serie Mundial de 2002, Disney vendió los Anaheim Angels al empresario Arturo Moreno por 180 millones en 2003. En 2003, Disney se convirtió en el primer estudio en obtener 3 mil millones en un año en la taquilla. Roy Disney anunció su retiro en 2003 debido a la forma en que se dirigía la empresa, y pidió a Eisner que se retirara; la misma semana, el miembro de la junta Stanley Gold se retiró por las mismas razones, formando juntos la campaña "Save Disney".

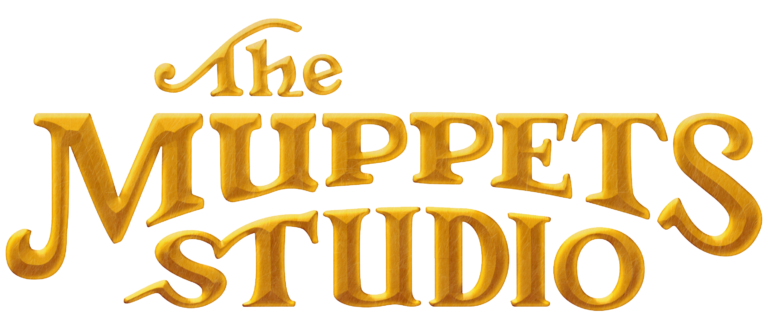
Disney compró The Muppets de Jim Henson Company en 2004, formando posteriormente la subsidiaria de The Muppets Studio.

En 2004, en la reunión anual de la empresa, los accionistas, con un 43% de los votos, votaron para destituir a Eisner de su puesto como presidente de la junta. El 4 de marzo, George J. Mitchell, quien era miembro de la junta, fue nombrado en reemplazo de Eisner. En abril, Disney compró la franquicia de los Muppets a Jim Henson Company por 75 millones de dólares, fundando Muppets Holding Company, LLC en el proceso. Tras el éxito masivo de las películas de Disney-Pixar Los Increíbles (2004) y Buscando a Nemo (2003), que se convirtió en la segunda película animada más taquillera de todos los tiempos con 936 millones de dólares, Pixar buscó un nuevo distribuidor una vez que finalizó su acuerdo con Disney en 2004. Después de que las tiendas Disney tuvieran problemas, Disney vendió la cadena de 313 tiendas a Children's Place el 20 de octubre. Disney también vendió el equipo Mighty Ducks a Henry Samueli y su esposa Susan en 2005. Roy decidió reincorporarse a la empresa y se le asignó el papel de consultor con el título de "Director Emérito".

### 2005–2020: Liderazgo de Bob Iger

#### 2005–2010: Adquisición de Pixar y D23

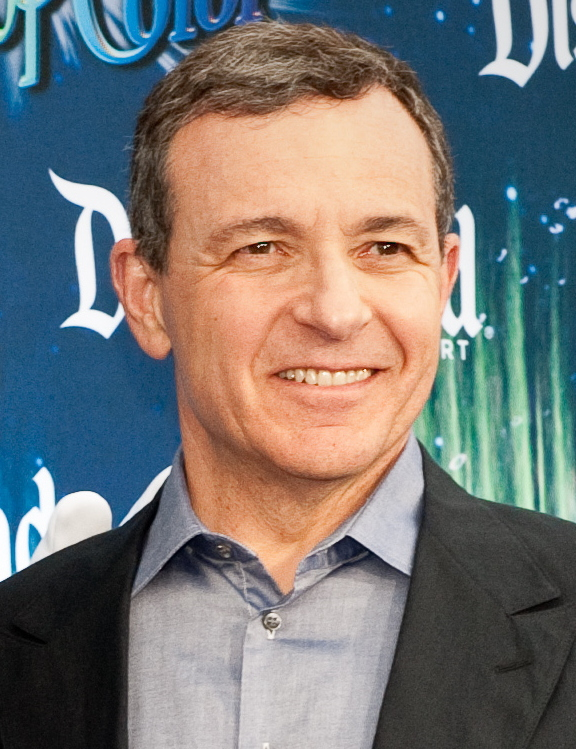
Bob Iger se convirtió en director general de Disney en 2005, ampliando las propiedades de la empresa

En marzo de 2005, se anunció que Bob Iger, presidente de la empresa, se convertiría en director ejecutivo de Disney tras la jubilación de Eisner en septiembre; Iger fue nombrado oficialmente jefe de la compañía el 1 de octubre. El undécimo parque temático de Disney Hong Kong Disneyland abrió en Hong Kong, China, el 12 de septiembre, y le costó a la compañía 3,5 millones de dólares.

Pixar había estado haciendo películas con Disney de 1995 a 2005, hasta que Disney compró el estudio en 2006 como una de sus subsidiarias.

El 24 de enero de 2006, Disney hizo un movimiento para adquirir Pixar de Steve Jobs por 7,4 millones de dólares. Iger nombró al CCO de Pixar, John Lasseter, y al presidente Ed Catmull, al frente de Walt Disney Animation Studios (recién renombrado nombre para Walt Disney Feature Animation). Una semana después, Disney cambió al comentarista de ABC Sports, Al Michaels, a NBCUniversal para recuperar los derechos de Oswald el conejo afortunado y los viejos 26 cortos de Oswald. El 6 de febrero, la compañía anunció que fusionaría sus redes ABC Radio y 22 estaciones con Citadel Broadcasting en un acuerdo de 2,7 millones de dólares. A través del acuerdo, Disney también adquirió el 52% de la empresa de transmisión de televisión Citadel Communications. La película de Disney Channel High School Musical salió al aire, y su banda sonora fue triple platino, convirtiéndose en la primera película de Disney Channel en lograrlo.
La película de acción real de Walt Disney Pictures de 2006 Piratas del Caribe: El Cofre del Hombre Muerto fue el mayor éxito de Disney hasta la fecha y la tercera película más taquillera de la historia, recaudando un poco más de mil millones de dólares en taquilla. El 28 de junio, la compañía anunció que reemplazaría a George Mitchell como presidente con uno de los miembros de la junta y ex director ejecutivo de P&G, John E. Pepper Jr., en 2007. La secuela High School Musical 2 fue lanzada en 2007 en Disney Channel y rompió varios récords de calificación de cable. En abril de 2007, Muppets Holding Company se trasladó de Disney Consumer Products a la división de Walt Disney Studios y se le cambió el nombre a Muppets Studios como parte de los esfuerzos para relanzar la división. Piratas del Caribe: en el fin del mundo se convirtió en la película más taquillera de 2007 con 960 millones de dólares. Las películas de Disney-Pixar Ratatouille (2007) y WALL·E (2008) fueron un gran éxito, con WALL·E ganando el Oscar a la Mejor Película Animada. Después de adquirir la mayor parte de Jetix Europe a través de la adquisición de Fox Family Worldwide, Disney tomó el control total de la compañía en 2008 por 318 millones de dólares.

El club de fanes oficial de Disney, D23, fue fundado en 2009 por el presidente ejecutivo de la empresa, Bob Iger.

Bob Iger presentó D23 en 2009 como el club de fanes oficial de Disney, con un evento de exposición bienal D23 Expo. En febrero, Disney anunció un acuerdo de distribución con DreamWorks para distribuir 30 de sus películas durante los próximos 5 años a través de Touchstone Pictures, con Disney obteniendo el 10% del bruto. Con el lanzamiento de la muy popular película Up, Disney obtuvo 735 millones de dólares en taquilla, y la película también ganó el Oscar a la Mejor Película de Animación. Más tarde, Disney lanzó un canal de televisión dirigido a niños mayores llamado Disney XD. Disney compró el control total de Marvel Entertainment y sus activos en agosto por 4 mil millones de dólares, agregando superhéroes disponibles para su merchandising. En septiembre, Disney se asoció con News Corporation y NBCUniversal en un acuerdo para obtener cada uno una participación del 27% en el servicio de transmisión Hulu, agregando ABC Family y Disney Channel al servicio de transmisión. El 16 de diciembre, Roy E. Disney murió de cáncer de estómago como la última persona de la familia Disney en trabajar activamente para Disney. En marzo de 2010, Haim Saban volvió a adquirir la franquicia Power Rangers, incluida su biblioteca de 700 episodios, de Disney por alrededor de 100 millones de dólares. Poco después, Disney vendió Miramax Films a un grupo de inversión encabezado por Ronald Tutor por 660 millones de dólares. Durante ese tiempo, Disney estrenó la película de acción real Alicia en el país de las maravillas y la película de Disney-Pixar Toy Story 3, que recaudaron un poco más de mil millones de dólares, lo que las convirtió en la sexta y séptima película en hacerlo, con Toy Story 3 convirtiéndose en la primera película animada en ganar más de mil millones de dólares y la película animada más taquillera. Ese año, Disney se convirtió en el primer estudio en estrenar dos películas de mil millones de dólares en un solo año. Después de iniciar ImageMovers Digital con ImageMovers en 2007, Disney anunció que cerraría en 2011.

#### 2011–2016: Adquisiciones de Marvel y Lucasfilm
En 2011, Walt Disney Animation Studios estrenó en los cines su última película tradicionalmente animada, Winnie the Pooh. El lanzamiento de Pirates of the Caribbean: On Stranger Tides recaudó un poco más de mil millones de dólares, lo que la convierte en la octava película en hacerlo y la película de Disney con mayor recaudación a nivel internacional, así como la tercera más alta de la historia. En enero de 2011, Disney Interactive Studios se redujo, despidiendo a 200 empleados. En abril, Disney inició la construcción del nuevo parque temático Shanghai Disney Resort, cuya construcción costó 4.400 millones de dólares. Más tarde, en agosto, Bob Iger declaró en una conferencia telefónica que luego del éxito de las compras de Pixar y Marvel, él y Walt Disney Company buscaban "comprar nuevos personajes o negocios que sean capaces de crear grandes personajes y grandes historias". El 30 de octubre de 2012, Disney anunció que compraría Lucasfilm Ltd. por 4.050 millones de dólares a George Lucas. A través del acuerdo, Disney obtuvo acceso a franquicias como Star Wars, de la que dijeron que harían una nueva película cada 2 o 3 años y la primera se estrenaría en 2015, e Indiana Jones, así como al estudio de efectos visuales Industrial Light & Magic y el desarrollador de videojuegos LucasArts. Posteriormente, la venta se completó el 21 de diciembre de 2012.

Marvel se convirtió en subsidiaria de Disney después de que la compañía adquiriera la empresa en 2009.

Más tarde, a principios de febrero de 2012, Disney completó la adquisición de UTV Software Communications, expandiendo aún más su mercado a India y Asia. En marzo, Iger asumió el cargo de presidente de la junta. La película de Marvel The Avengers se convirtió en la tercera película más taquillera de todos los tiempos con un estreno inicial bruto de 1.300 millones de dólares. Recaudando más de 1,2 millones de dólares en taquilla, la película de Marvel Iron Man 3 se estrenó como un gran éxito en 2013. El mismo año, se estrenó la película animada de Disney Frozen y se convirtió en la película animada más taquillera de todos los tiempos con 1,2 millones de dólares. La comercialización de la película se hizo tan popular que ganaron mil millones de dólares en un año y se produjo una escasez mundial de mercadería para la película. En marzo de 2013, Iger anunció que no había películas de animación 2D en desarrollo y un mes después se cerró la división de animación dibujada a mano, y varios veteranos fueron despedidos. El 24 de marzo de 2014, Disney adquirió Maker Studios, una red multicanal activa en YouTube, por 950 millones de dólares.

Después de comprar Lucasfilm en 2012, Disney se comprometió a hacer más películas de Star Wars, franquicia que se convirtió uno de los principales sellos de la compañía.

El 5 de febrero de 2015, se anunció que Thomas O. Staggs había sido ascendido a director de operaciones. En junio, Disney declaró que sus divisiones de productos de consumo e interactivos se fusionarían para crear una nueva subsidiaria de la empresa Disney Consumer Products and Interactive Media. En agosto, Marvel Studios se reorganizó y se colocó bajo la división Walt Disney Studios. Después del lanzamiento de la exitosa película animada Inside Out, que recaudó más de 800 millones de dólares, se estrenó la película de Marvel Avengers: Age of Ultron y recaudó más de 1,4 millones de dólares. Star Wars: Episodio VII - El despertar de la Fuerza se estrenó y recaudó más de 2 mil millones de dólares, convirtiéndose en la tercera película más taquillera de todos los tiempos. En octubre, Disney anunció que el canal de televisión ABC Family cambiaría su nombre a Freeform en 2016, con el objetivo de ampliar su cobertura de audiencia. El 4 de abril de 2016, Disney anunció que el director de operaciones Thomas O. Staggs, quien se pensaba que sería el siguiente en la fila después de Iger, y la compañía acordaron mutuamente separarse, a partir de mayo de 2016, poniendo fin a sus 26 años de carrera en la empresa. Después de comenzar la construcción en 2012, Shanghái Disneyland abrió el 16 de junio de 2016, como el sexto complejo de parques temáticos de la compañía. En un movimiento para iniciar un servicio de transmisión, Disney compró el 33% de las acciones de la empresa de tecnología de la MLB, BAMtech, por mil millones de dólares en agosto. En 2016, Disney tuvo cuatro películas que recaudaron más de mil millones de dólares, que fueron la película animada Zootopia, la película de Marvel Capitán América: Civil War, la película de Pixar Buscando a Dory, y Rogue One: una historia de Star Wars, lo que convirtió a Disney en el primer estudio superar los 3 mil millones de dólares en la taquilla nacional. Disney también intentó comprar la plataforma de redes sociales Twitter para comercializar su contenido y mercadería, pero finalmente se retiró del trato. Iger dijo que la razón era porque pensó que la compañía asumiría responsabilidades que no necesitaba y que no "sentía a Disney".

#### 2017–2020: Adquisición de los activos de 21st Century Fox y Disney+
El 23 de marzo de 2017, Disney anunció que Iger había acordado una extensión de un año de su mandato como director ejecutivo hasta el 2 de julio de 2019 y había acordado permanecer en la empresa como consultor durante tres años después de renunciar. El 8 de agosto de 2017, Disney anunció que finalizaría su acuerdo de distribución con el servicio de transmisión Netflix, con la intención de lanzar su propia plataforma de transmisión para 2019 basada en la tecnología de BAMtech. Durante ese tiempo, Disney realizó una inversión de 1500 millones de dólares para adquirir una participación del 75% en BAMtech. Disney también planeó iniciar un servicio de transmisión de ESPN con alrededor de "10.000 juegos y eventos regionales, nacionales e internacionales en vivo al año" para 2018. En noviembre, el CCO John Lasseter dijo que se ausentaría de la empresa durante seis meses debido a "pasos en falso", que luego se informó que eran acusaciones de conducta sexual inapropiada. El mismo mes, Disney y 21st Century Fox comenzaron a negociar un acuerdo en el que Disney adquiriría la mayoría de los activos de Fox. A partir de marzo de 2018, una reorganización estratégica de la empresa vio la creación de dos segmentos comerciales, Disney Parks, Experiences and Products y Walt Disney Direct-to-Consumer & International. Parks & Consumer Products fue principalmente una fusión de Parks & Resorts y Consumer Products & Interactive Media, mientras que Direct-to-Consumer & International se hizo cargo de Disney International y las unidades globales de ventas, distribución y transmisión de Disney-ABC TV Group and Studios Entertainment, además de Disney Digital Network. Mientras que el CEO Iger lo describió como "posicionar estratégicamente nuestros negocios para el futuro", The New York Times consideró que la reorganización se realizó a la espera de la compra de 21st Century Fox.

El estudio 20th Century Studios (20th Century Fox antes de 2020) fue uno de los varios activos adquiridos por parte de 21st Century Fox en 2019, como el movimiento más grande de Disney hasta el momento.

En 2017, dos películas de Disney superaron la marca de los mil millones de dólares, la adaptación a acción real La bella y la bestia y Star Wars: los últimos Jedi. Disney lanzó el servicio de transmisión de deportes por suscripción ESPN+ el 12 de abril. En junio de 2018, Disney declaró que Lasseter dejaría la compañía a finales de año y se mantendría como consultor hasta entonces. Como sus reemplazos, Disney promovió a Jennifer Lee, codirectora de Frozen y coguionista de Wreck-It Ralph (2012), como directora de Walt Disney Animation Studios, y Pete Docter, quien había estado en Pixar desde 1990 y dirigido Los Increíbles, Up e Inside Out, como jefe de Pixar. Más tarde ese mes, Comcast ofreció comprar 21st Century Fox por 65 mil millones de dólares sobre la oferta de 51 mil millones de Disney, pero se retiró de su oferta después de que Disney respondió con 71 mil millones, y Comcast cambió su enfoque para comprar Sky plc a Fox en su lugar. Disney también obtuvo una aprobación antimonopolio del Departamento de Justicia de los Estados Unidos para adquirir los activos de Fox. Disney ganó 7 mil millones de dólares en la taquilla nuevamente como lo hicieron en el año récord 2016 con tres películas que recaudaron mil millones, las películas de Marvel Black Panther y Avengers: Infinity War y la película de Pixar Los Increíbles 2, con Infinity War superando los 2 mil millones de dólares y convirtiéndose en la quinta película más taquillera de la historia.

Disney+, el servicio de suscripción de transmisión de video de Disney, se lanzó en 2019.

El 20 de marzo de 2019, Disney adquirió los activos de 21st Century Fox por 71.300 millones de dólares del propietario Rupert Murdoch, lo que la convierte en la mayor adquisición en la historia de Disney. Después de la compra, The New York Times describió a Disney como "un coloso del entretenimiento del tamaño que el mundo nunca ha visto". A través de la adquisición, Disney ganó 20th Century Fox, 20th Century Fox Television, Fox Searchlight, Fox Networks Group, la cadena de televisión india Star India y los servicios de transmisión Star+, Hotstar y una participación del 30% en Hulu, lo que trajo su total hasta el 60% de la propiedad de la empresa, con los activos de la posteriormente nombrada Fox Corporation quedando excluidos del trato debido a las leyes antimonopolio. Disney también se convirtió en el primer estudio de cine en tener siete películas que recaudaron mil millones de dólares, que fueron Capitana Marvel de Marvel, la adaptación de acción real Aladdín, Toy Story 4 de Pixar, la nueva versión de El rey león, Star Wars: Episodio IX - El ascenso de Skywalker, y la película más taquillera de todos los tiempos hasta ese momento con 2.797 millones de dólares Avengers: Endgame, antes de que Avatar (2009) fuera relanzada en China en 2021. El 12 de noviembre, se lanzó en los Estados Unidos, Canadá y los Países Bajos el servicio de streaming Disney+, incluyendo 500 películas y 7.500 episodios de programas de televisión de Disney, Pixar, Marvel, Star Wars, National Geographic y otras marcas. En el primer día, la plataforma de transmisión tenía más de 10 millones de suscripciones y para 2022 tenía más de 135 millones de suscriptores y estaba en más de 190 países. A principios de 2020, Disney eliminó el nombre de Fox de todos sus activos y los renombró, como el caso de 20th Century Studios o Searchlight Pictures.

### 2020–2022: Liderazgo de Bob Chapek y pandemia de COVID-19

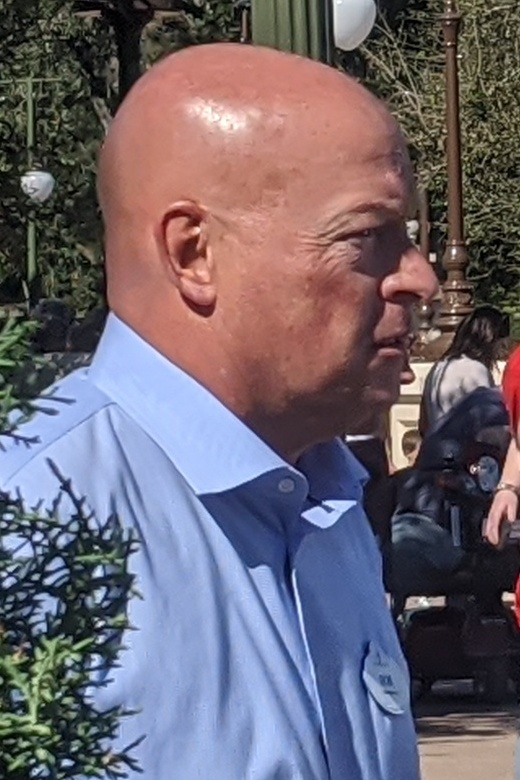
Bob Chapek se convirtió en director ejecutivo después del retiro de Bob Iger en 2020 y ayudó a liderar la empresa durante la pandemia de COVID-19 hasta que Iger fue reincorporado en 2022.

Bob Chapek, que había estado en la empresa durante 18 años y era presidente de Disney Parks, Experiences and Products, se convirtió en director ejecutivo de Disney después de que Iger dejara el cargo el 25 de febrero de 2020. Iger dijo que se quedaría en la empresa como presidente ejecutivo hasta el 31 de diciembre de 2021, para ayudar con la estrategia creativa de la empresa. En abril, Iger reasumió las funciones operativas de la empresa como presidente ejecutivo para ayudar a la empresa durante la pandemia de COVID-19 y Chapek fue nombrado miembro de la junta directiva. Durante la pandemia de COVID-19, Disney cerró todos sus parques temáticos, retrasó varias películas que iban a estrenarse y detuvo todas las operaciones en su línea de cruceros. Debido a los cierres, Disney anunció que dejaría de pagar a 100 000 empleados, pero que seguiría brindando beneficios de atención médica completos, además de instar a los empleados de Estados Unidos a solicitar beneficios gubernamentales a través del cheque de estímulo de 2 billones de dólares, ahorrando a la empresa 500 millones de dólares al mes. Además, Iger renunció a la totalidad de su salario de 47,5 millones de dólares y Chapek recibió una reducción del 50% de su salario.
En el segundo trimestre fiscal de 2020 de la compañía, Disney reportó una pérdida de 1,4 millones, y sus ganancias cayeron un 91% desde los 5,4 millones del año pasado hasta 475 millones de dólares. En agosto, dos tercios de la empresa eran propiedad de grandes instituciones financieras. En septiembre, la empresa tuvo que despedir a 28.000 empleados, el 67% de los cuales eran trabajadores a tiempo parcial, de su división de Disney Parks, Experiences and Products. El presidente de la división, Josh D'Amaro, escribió: "Inicialmente esperábamos que esta situación fuera de corta duración y que nos recuperáramos rápidamente y volviéramos a la normalidad. Siete meses después, descubrimos que ese no ha sido el caso". Además, Disney perdió un total de 4,7 millones en su tercer trimestre fiscal de 2020. En noviembre, Disney despidió a otros 4.000 empleados de la división de Disney Parks, Experiences and Products, elevando el total a 32.000 empleados. El mes siguiente, Disney nombró a Alan Bergman como presidente de su división de contenido de Disney Studios para supervisar sus estudios de cine. Debido al confinamiento por COVID-19, Disney cerró el estudio de animación Blue Sky Studios de 20th Century Studios en febrero de 2021. Con el cese de operaciones de Touchstone Television en diciembre, Disney anunció en marzo de 2021 que lanzaría una nueva división de la empresa 20th Television Animation para centrarse en audiencias maduras. En abril, Disney y Sony acordaron un acuerdo de licencia de varios años que le daría a Disney acceso a las películas de Sony de 2022 a 2026 para transmitirlas en sus redes de televisión o transmitirlas en Disney+ una vez que finalice el acuerdo de Sony con Netflix. Aunque no le fue bien en la taquilla debido al COVID-19, el estreno de Disney de la película animada Encanto fue uno de los mayores éxitos durante la pandemia, con su canción "No se habla de Bruno" convirtiéndose inmensamente popular.
Después de que el mandato de Iger como presidente ejecutivo finalizara el 31 de diciembre, anunció que también dejaría el cargo de presidente de la junta. Para reemplazarlo, la compañía incorporó a un ejecutivo operativo de The Carlyle Group y a la actual miembro de la junta, Susan Arnold, como la primera mujer presidenta de Disney. El 10 de marzo, Disney cesó todas las operaciones que estaba haciendo en Rusia debido a la invasión rusa de Ucrania. Disney fue el primer gran estudio de Hollywood en detener el lanzamiento de una película importante debido a la invasión de Rusia, y otros estudios cinematográficos lo siguieron poco después. En marzo de 2022, alrededor de 60 empleados protestaron por la respuesta de la empresa de guardar silencio sobre la Ley de Derechos de los Padres en la Educación de Florida, también conocida como el Proyecto de Ley Don't Say Gay, que prohíbe la instrucción en el aula sobre orientación sexual o identidad de género de una manera que no sea apropiada para la edad en los distritos escolares públicos de Florida. Apodado como "Disney Do Better Walkout" ("Disney Hace Mejor la Huelga"), los empleados protestaron cerca de un lote de estudios de Disney durante aproximadamente una semana, y otros empleados expresaron sus preocupaciones a través de las redes sociales. Cuando los empleados pidieron a Disney que detuviera las contribuciones de campaña a los políticos de Florida que apoyaron el proyecto de ley, para ayudar a proteger a los empleados y detener la construcción en Walt Disney World en Florida, Chapek respondió afirmando que la compañía había cometido un error al permanecer en silencio y dijo: "Prometemos nuestro apoyo continuo a la comunidad LGBTQ+".
En medio de la respuesta de Disney al proyecto de ley, las legislaturas de Florida aprobaron un proyecto de ley para eliminar el cuasi-distrito gubernamental Reedy Creek de Disney, y el gobernador de Florida, Ron DeSantis, firmó el proyecto de ley a partir del 1 de junio. El 28 de junio, los miembros de la junta de Disney acordaron por unanimidad darle a Chapek una prórroga del contrato por tres años. En agosto, Disney Streaming superó a Netflix en suscripciones totales con 221 millones de suscriptores en comparación con los 220 millones de Netflix.

### 2022–presente: Regreso de Bob Iger y 100.º aniversario
El 20 de noviembre de 2022, Bob Iger fue reinstalado como director ejecutivo, reemplazando a Chapek luego de un bajo desempeño de ganancias. La junta anunció que Iger serviría durante dos años con el mandato de desarrollar una estrategia para un crecimiento renovado y ayudar a identificar un sucesor.
En el mismo mes se estrenó Strange World, primera película de Walt Disney Animation Studios con un protagonista abiertamente homosexual, pero resultando ser también la mayor bomba de taquilla del estudio. La película también fue la primera en usar el logo modificado de Walt Disney Pictures con el título de "Disney100", debido al centésimo aniversario del estudio que se celebraría el año siguiente.

Logo promocional de Disney por su centenario.

En febrero de 2023, Disney anunció que recortará 5.500 millones de dólares en costos, lo que incluye la eliminación de 7.000 puestos de trabajo que representan el 3% de su fuerza laboral. Disney planea reorganizarse en tres divisiones: Entertainment, ESPN y Parks, Experiences and Products. En 2023, Disney comenzó su campaña "100 Years of Wonder" («100 Años de Maravillas») para celebrar el centenario de la fundación de la compañía. Esto incluyó la nueva introducción del logotipo de Walt Disney Pictures, una exhibición itinerante, eventos especiales en los parques y un comercial conmemorativo bien recibido que se transmitió durante la Super Bowl LVII.
El 16 de octubre de 2023, la empresa cumplió su primer centenario.
En noviembre de 2023, Disney acortó el nombre de su unidad Disney Parks, Experiences and Products al de Disney Experiences.
A fines de febrero de 2024, Bob Iger vendió el 80% de las acciones que mantenía en The Walt Disney Company. Esta acción causó especulación entre varios accionistas del mercado con relación al motivo de la puesta en venta del paquete accionario.
También a fines de ese mes, Walt Disney Company y Reliance Industries anunciaron la fusión de sus activos de medios de televisión y streaming en India. En marzo de 2024, Reliance Industries y Disney presentaron la plataforma OTT Reliance-Disney.
En julio de 2024, un grupo de hackers llamado «NullBulge» supuestamente robó y filtró más de un terabyte de mensajes de Slack de la empresa. El motivo de la filtración parecía ser la aversión del grupo por el arte generado por inteligencia artificial.
Los miembros de la Generación Z estuvieron notablemente ausentes del evento de fans D23 celebrado en agosto de 2024 en Anaheim, que estuvo dominado por millennials que representaban a los 50 estados de EE. UU. y 36 países. Asad Ayaz, director de marca de Disney, rechazó la idea de que esto fuera un síntoma de una tendencia más amplia: «Nuestros fandoms y nuestros fanáticos y las diferentes generaciones se muestran de diferentes maneras». Los expertos en parques temáticos señalaron que la verdadera prueba del poder perdurable de la marca Disney será si la Generación Z lleva a la Generación Alfa a los parques temáticos de la compañía.
En octubre de 2024, Disney anunció que James P. Gorman reemplazaría a Mark Parker como presidente del consejo de administración en enero de 2025. La empresa también anunció que se nombraría un sucesor del director ejecutivo Bob Iger a principios de 2026.
El 7 de mayo de 2025, Disney anunció su séptimo resort, Disneyland Abu Dhabi, planeado para la Isla de Yas. Similar a Tokyo Disney Resort, no será propiedad ni será administrado por Disney, sino por Miral Group.

## Unidades de la empresa
The Walt Disney Company opera tres segmentos comerciales principales:
- Disney Entertainment supervisa la cartera completa de medios de entretenimiento y negocios de contenido de la compañía a nivel mundial, incluidos Walt Disney Studios (división de los estudios cinematográficos), Disney General Entertainment Content (división de contenido televisivo), y Disney Streaming (subsidiaria tecnológica). La división está dirigida por Alan Bergman y Dana Walden.
- ESPN es responsable de la gestión y supervisión de la cartera completa de contenido, productos y experiencias deportivas de la empresa en todas las plataformas de Disney en todo el mundo, incluidos sus canales deportivos internacionales. La división está dirigida por James Pitaro.
- Disney Experiences abarca los galardonados parques temáticos, la línea de cruceros, los destinos turísticos, y Adventures by Disney y National Geographic Expeditions, así como los negocios globales de productos de consumo, juegos, y publicaciones. La división está dirigida por Josh D'Amaro.

## Liderazgo

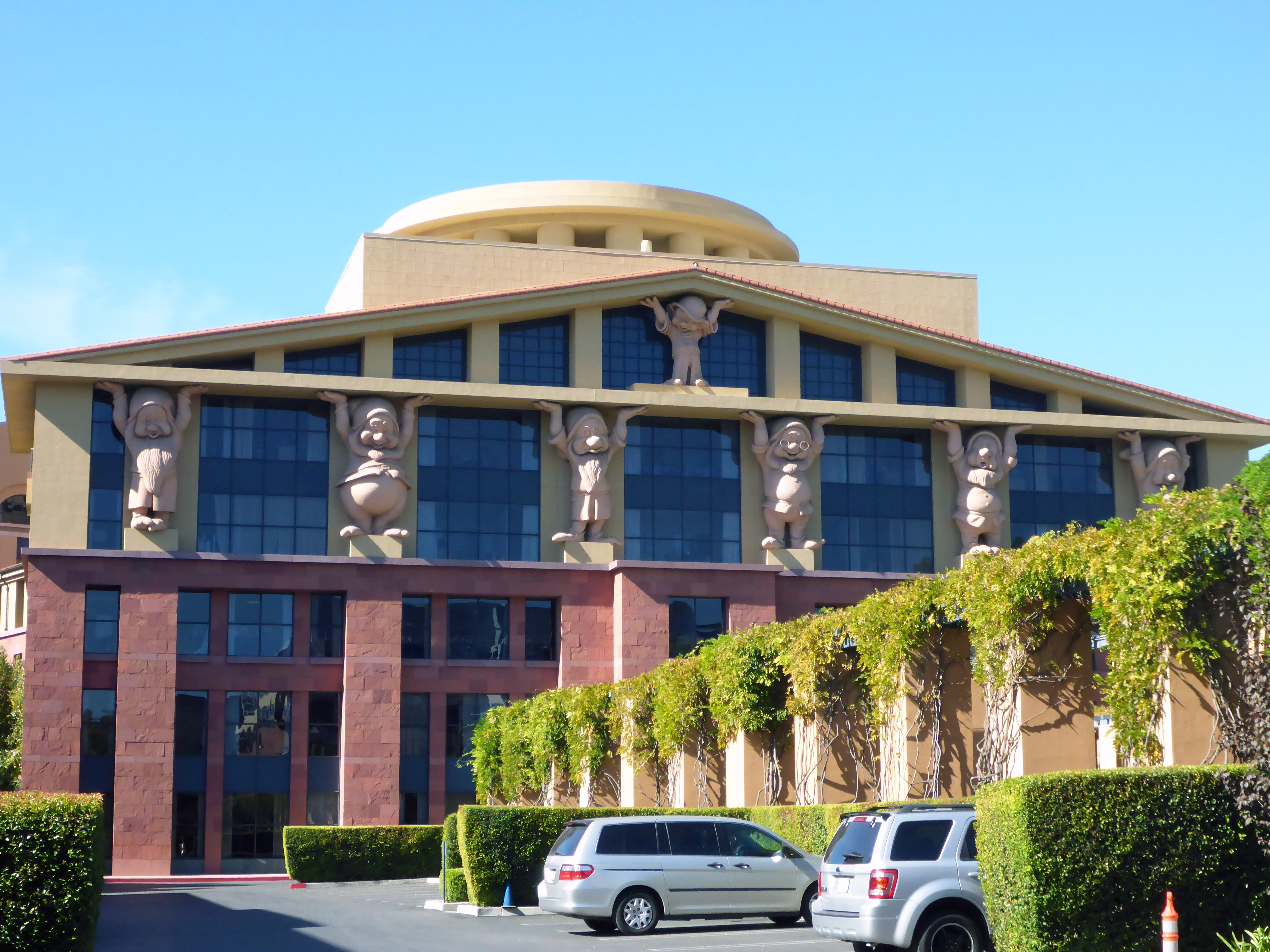
El edificio Team Disney en Burbank, el cual es el edificio principal de Walt Disney Studios, alberga las oficinas del director ejecutivo de Disney y varios otros altos funcionarios corporativos.

### Actual
Junta Directiva
- James P. Gorman (Presidente)
- Mary Barra
- Amy Chang
- Jeremy Darroch
- Carolyn Everson
- Michael Froman
- Bob Iger
- Maria Elena Lagomasino
- Calvin McDonald
- Calvin McDonald
- Mark Parker
- Derica W. Rice

Ejecutivos
- Bob Iger, Director Ejecutivo (CEO)
  - Asad Ayaz, Director de Marca
  - Alan Bergman, Copresidente de Disney Entertainment
  - Sonia Coleman, Vicepresidenta Ejecutiva Senior y Directora de Recursos Humanos
    - Tinisha Agramonte, Vicepresidenta Senior y Directora de Diversidad
    - David Bowdich, Vicepresidente Ejecutivo y Director de Seguridad

  - Josh D'Amaro, Presidente, Disney Experiences
  - Horacio Gutiérrez, Vicepresidente Ejecutivo Senior, Director Legal y de Cumplimiento
    - Jolene Negre, Subdirectora General Adjunta – Regulación de Valores, Gobernanza y Secretaria

  - Hugh Johnston, Vicepresidente Ejecutivo Senior y Director Financiero (CFO)
    - Carlos A. Gómez, Vicepresidente Ejecutivo, Tesorero y Jefe de Relaciones con Inversionistas
    - Brent Woodford, Vicepresidente Ejecutivo, Control, Finanzas e Impuestos

  - James Pitaro, Presidente de ESPN y contenido deportivo
  - Kristina Schake, Vicepresidenta Ejecutiva Senior y Directora de Comunicaciones
  - Dana Walden, Copresidenta de Disney Entertainment

### Liderazgo pasado
Presidentes ejecutivos
- Bob Iger (2020–2021)

Presidentes directivos
Walt Disney renunció como presidente en 1960 para enfocarse más en los aspectos creativos de la compañía, convirtiéndose en el "productor ejecutivo a cargo de toda la producción". Después de una vacante de cuatro años, Roy O. Disney fue elegido presidente.
- Walt Disney (1945–1960)
- Roy O. Disney (1964–1971)
- Donn Tatum (1971–1980)
- Card Walker (1980–1983)
- Raymond Watson (1983–1984)
- Michael Eisner (1984–2004)
- George J. Mitchell (2004–2006)
- John E. Pepper Jr. (2007–2012)
- Bob Iger (2012–2021)
- Susan Arnold (2021–2023)
- Mark Parker (2023-2025)

Vicepresidentes directivos
- Roy E. Disney (1984–2003)
- Sanford Litvack (1999–2000)[360][361]

Presidentes
- Walt Disney (1923–1945)
- Roy O. Disney (1945–1968)
- Donn Tatum (1968–1971)
- Card Walker (1971–1980)
- Ron W. Miller (1980–1984)
- Frank Wells (1984–1994)
- Michael Ovitz (1995–1997)
- Michael Eisner (1997–2000)
- Bob Iger (2000–2012)

Directores ejecutivos
- Roy O. Disney (1929–1971)
- Donn Tatum (1971–1976)
- Card Walker (1976–1983)
- Ron W. Miller (1983–1984)
- Michael Eisner (1984–2005)
- Bob Iger (2005–2020)
- Bob Chapek (2020–2022)

Directores de operaciones
- Card Walker (1968–1976)
- Ron W. Miller (1980–1984)
- Frank Wells (1984–1994)
- Thomas O. Staggs (2015–2016)
- Bob Chapek (2021-2022)